# Vladivostok
Pour les articles homonymes, voir Vladivostok (homonymie).
Vladivostok (en russe : Владивосто́к [vlədʲɪvɐˈstok] , littéralement « Qui domine l'Est/l'Orient », en chinois traditionnel : 海参崴, Hǎishēnwǎi, en mandchou : ᡥᠠᡳ᠌ᡧᡝᠨᠸᡝᡳ) est une ville-arrondissement portuaire du Sud-Est de l'Extrême-Orient russe et la capitale administrative du kraï du Primorié et du district fédéral extrême-oriental. Située à proximité des frontières avec la Chine et la Corée du Nord, sa population s'élève à 591 628 habitants en 2024. Baignée par le golfe de Pierre-le-Grand de la mer du Japon, Vladivostok constitue le port le plus important de la côte pacifique et de l'Extrême-Orient russe. Elle abrite notamment la majeure partie des troupes de la Flotte du Pacifique. Ses habitants sont appelés les Vladivostokiens.
Vladivostok s'étend sur la péninsule de Mouraviov-Amourski, depuis la baie abritée du le Zolotoï Rog, et entre les baies de l'Amour et de l'Oussouri. Avant l'acquisition de la province par l'Empire russe en 1858, le site était occupé par des Mandchous. La ville est fondée en 1859 comme base militaire navale et est fortifiée entre les années 1870 et 1890. En 1888, elle devient la capitale de l’oblast de Primorié. Elle connaît un rapide essor économique à partir de 1903, lorsqu'elle est reliée à Moscou et à l'Europe par le chemin de fer Transsibérien, dont elle est l'un des terminus. En avril 1918, Vladivostok est occupée par le Japon puis libérée en août. Principale base navale de la flotte du Pacifique, la ville reste fermée aux étrangers durant la période soviétique, de 1958 à 1992.
En septembre 2012, la ville accueille le sommet de la zone économique du Pacifique, où un important programme de modernisation et de développement des infrastructures de la ville est annoncé. Les réalisations les plus notables sont le pont de l'île Rousski et le pont du Zolotoï Rog, deux ponts à haubans mis en service au cours de l'été 2012. Son économie repose essentiellement sur le commerce maritime, la pêche en haute mer et l'industrie militaire, bien qu'une usine de production automobile de la société Sollers JSC ait été construite en 2009, à la demande de Vladimir Poutine, pour redynamiser l'agglomération.

## Géographie

### Situation
La ville occupe l'extrémité sud-ouest de la péninsule Mouraviov-Amourski, qui mesure environ 30 km de long sur 12 km de large et qui s'avance dans le golfe de Pierre-le-Grand, en mer du Japon. Elle est bordée au nord-ouest par la baie de l'Amour, au sud-est par la baie de l'Oussouri et au sud-ouest par le Bosphore oriental qui la sépare de l'île Rousski. La ville se trouve à 6 434 km — 9 302 km par le train — à l'est de Moscou.
Vladivostok est bâtie autour de la baie du Zolotoï Rog qui s'enfonce dans la péninsule de Mouraviov-Amourski sur 6,5 km. La baie est séparée de la baie de l'Amour par la péninsule Chkot. Le littoral de la ville est découpé par d'autres baies plus ou moins profondes : la baie Fedorova, la baie de Diomède, la baie d'Ulysse ou la baie de Patrocle.

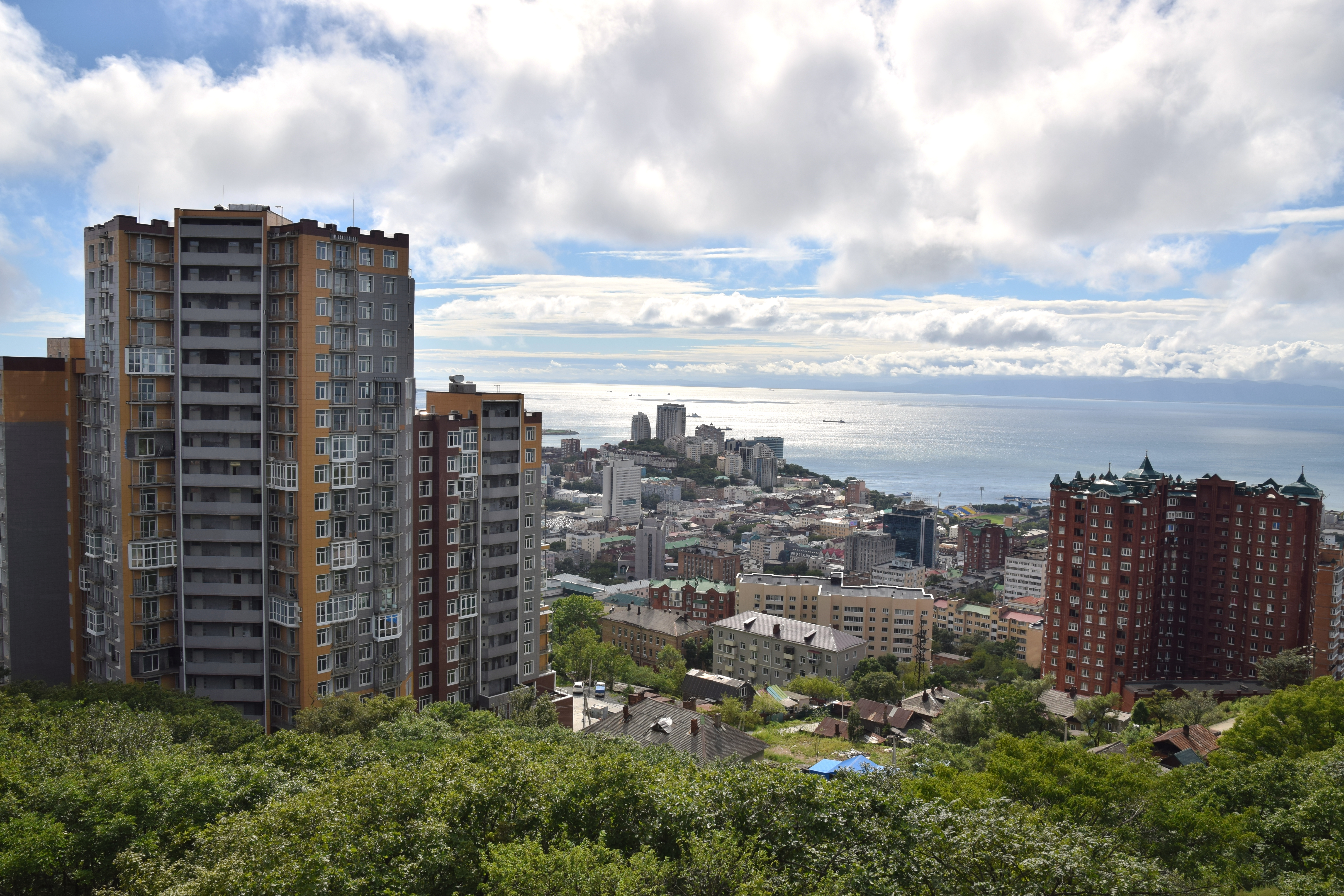
Vladivostok se situe sur une péninsule escarpée.

Au quart de degré d'angle près, elle se situe à la même latitude que des villes comme Toulon (France), Pérouse (Italie), Soukhoumi (Abkhazie/Géorgie), Almaty (Kazakhstan), Sapporo (Japon), Milwaukee (États-Unis), Hamilton (Canada), ou encore La Corogne (Espagne).
| Baie de l'Amour | De Friz, Pokhaldnoïe, Artiom | Oleni, Baie de l'Oussouri |
| Baie de l'Amour | Vladivostok                  | Baie de l'Oussouri        |
| Baie de l'Amour | Rousski                      | Baie de l'Oussouri        |

### Topographie
Le point culminant est le mont Kholodilnik, son altitude s'élève à 257 m. Le mont du Nid d'aigle est souvent considéré comme le point culminant de la ville, mais avec une altitude de 199 m (214 m selon d'autres sources), c'est seulement le point le plus élevé du centre-ville, pas de l'agglomération tout entière.

### Climat

Précipitations et températures moyennes.

Le climat du Primorié méridional est généralement reconnu comme le plus agréable de tout l'Extrême-Orient russe. Si les hivers sont doux et que le nombre de jours ensoleillés est supérieur à Sotchi, l'humidité reste très haute l'été, comparable à Calcutta. En raison de son relief parsemé de collines, des microclimats peuvent se développer. Lorsque le brouillard enveloppe la Corne d'Or, la baie de l'Amour peut se trouver ensoleillée.
Le climat de Vladivostok appartient, si on se réfère à la classification de Köppen, au type : Dwb (climat continental humide, influence de la mousson, étés chauds). Les hivers sont froids et ensoleillés tandis que les étés sont chauds et pluvieux. Les brouillards sont très fréquents durant les jours d'été. La neige recouvre le sol en moyenne 77 jours par an. La hauteur de la couche de neige est en moyenne de 2 à 3 cm au milieu de l'hiver mais elle peut atteindre 50 cm. L'humidité relative de l'air est de 71 % sur l'ensemble de l'année mais elle atteint 91 % en juillet contre 58 % en février. Le record de hauteur de pluie sur une journée est de 243 mm. Il correspond au passage du typhon Robin le 13 juillet 1990. Le record de hauteur de pluie sur un mois est de 405 mm en juillet 2005.
- Nombre moyen de jours avec de la neige dans l'année : 35
- Nombre moyen de jours de pluie dans l'année : 98
- Nombre moyen de jours avec de l'orage dans l'année : 8
- Nombre moyen de jours avec tempête de neige dans l'année : 12
- Nombre moyen de jours avec du brouillard dans l'année : 103
- Nombre moyen de jours avec du givre dans l'année : 49

| Mois                                  | jan.       | fév.       | mars       | avril     | mai       | juin      | jui.      | août      | sep.      | oct.      | nov.     | déc.       | année      |
| ------------------------------------- | ---------- | ---------- | ---------- | --------- | --------- | --------- | --------- | --------- | --------- | --------- | -------- | ---------- | ---------- |
| Température minimale moyenne (°C)     | −15        | −11,3      | −4,5       | 2,1       | 7         | 11,3      | 16,1      | 17,9      | 13,5      | 6,2       | −3,5     | −12        | 2,3        |
| Température moyenne (°C)              | −11,9      | −8,1       | −1,5       | 5,3       | 10        | 13,8      | 18,1      | 20        | 16,3      | 9,2       | −0,7     | −9,2       | 5,1        |
| Température maximale moyenne (°C)     | −7,8       | −3,8       | 2,7        | 10,1      | 14,9      | 17,9      | 21,6      | 23,3      | 20,1      | 13,2      | 3,3      | −5,4       | 9,2        |
| Record de froid (°C) date du record   | −31,4 1931 | −28,9 1920 | −21,3 1971 | −7,8 1955 | −0,8 1945 | 3,7 1945  | 8,7 1986  | 10,1 1972 | 1,3 2014  | −9,7 1982 | −20 1947 | −28,1 1937 | −31,4 1931 |
| Record de chaleur (°C) date du record | 15,7 2023  | 19,2 2016  | 24,8 2024  | 29,4 2012 | 33,2 2007 | 37,2 1963 | 39,3 2007 | 38 2010   | 35,4 2018 | 31,1 2023 | 26 1926  | 16,9 2015  | 39,3 2007  |
| Ensoleillement (h)                    | 178        | 184        | 216        | 192       | 199       | 130       | 122       | 149       | 197       | 205       | 168      | 156        | 2 096      |
| Précipitations (mm)                   | 12         | 16         | 27         | 43        | 97        | 105       | 159       | 176       | 103       | 67        | 36       | 19         | 860        |
| dont neige (cm)                       | 5          | 4          | 3          | 0         | 0         | 0         | 0         | 0         | 0         | 0         | 1        | 3          | 16         |
| Nombre de jours avec précipitations   | 0,3        | 0,3        | 4          | 13        | 20        | 22        | 22        | 19        | 14        | 12        | 5        | 1          | 133        |
| Humidité relative (%)                 | 58         | 57         | 60         | 67        | 76        | 87        | 92        | 87        | 77        | 65        | 60       | 60         | 71         |
| Nombre de jours avec neige            | 7          | 8          | 11         | 4         | 0,3       | 0         | 0         | 0         | 0         | 1         | 7        | 9          | 47         |
| Nombre de jours d'orage               | 0,2        | 0,04       | 0,1        | 0,3       | 2         | 2         | 2         | 1         | 3         | 2         | 0,3      | 0,2        | 13         |
| Nombre de jours avec brouillard       | 1          | 2          | 6          | 10        | 15        | 21        | 22        | 15        | 5         | 4         | 3        | 2          | 106        |

| Diagramme climatique                                  |             |           |           |         |             |             |             |             |           |           |           |
| J                                                     | F           | M         | A         | M       | J           | J           | A           | S           | O         | N         | D         |
| −7,8−1512                                             | −3,8−11,316 | 2,7−4,527 | 10,12,143 | 14,9797 | 17,911,3105 | 21,616,1159 | 23,317,9176 | 20,113,5103 | 13,26,267 | 3,3−3,536 | −5,4−1219 |
| Moyennes : • Temp. maxi et mini °C • Précipitation mm |             |           |           |         |             |             |             |             |           |           |           |

### Environnement
Si avec le développement urbain le tigre de l'Oussouri a disparu de la péninsule de la ville, l'espèce était aux débuts de la ville présente aux abords de celle-ci, d'où le nom de certains toponymes (rue du Tigre, colline du Tigre, etc.).

## Urbanisme

### Occupation des sols
L'occupation des sols de la ville, telle qu'elle ressort du plan directeur de la municipalité, montre une prédominance des forêts sur le territoire. La répartition détaillée en 2022 d'après la mairie est la suivante:
- Forêts : 53,98  %
- Infrastructures de transport et industries : 12,79% ;
- Zones résidentielles : 12% ;
- Autres : 21,19%.

| Année                                                                     | 2022 (ha) | %     |
| ------------------------------------------------------------------------- | --------- | ----- |
| Zones résidentielles                                                      | 3923,5    | 12,04 |
| Zone de développement à usage mixte et publiccommercial                   | 66,4      | 0,2   |
| Zones publiques et commerciales                                           | 1039,7    | 3,19  |
| Zones de production, zones d'ingénierie et d'infrastructures de transport | 4170,5    | 12,79 |
| Zones agricoles                                                           | 644,5     | 1,98  |
| Espaces verts                                                             | 559,4     | 1,72  |
| Forêts                                                                    | 17597,7   | 53,98 |
| Zones de loisirs                                                          | 633,4     | 1,94  |
| Autres zones récréatives                                                  | 408,4     | 1,25  |
| Zones à usage spécial                                                     | 1160,3    | 3,55  |
| Plans d'eau                                                               | 1218,8    | 3,74  |
| Autres                                                                    | 1175,2    | 3,61  |
| Total                                                                     | 32599     | 100 % |

## Noms et étymologie
Vladivostok a été nommé pour la première fois en 1859 par Nikolaï Mouraviov-Amourski dans la région du golfe de Pierre le Grand. Le nom s’applique d’abord à la baie mais, à la suite d’une expédition d’Alexeï Chefner en 1860, a été appliqué à la nouvelle colonie.
En chinois, le site de la ville est connu depuis la dynastie Qing sous le nom de Haishenwai (海参崴, Hǎishēnwǎi),, du Mandchou Haišenwai ou « petit village balnéaire ». Son nom mandchou est : ᡥᠠᡳ᠌ᡧᡝᠨᠸᡝᡳ, qui a la même signification qu'en chinois.
En Chine moderne, Vladivostok est officiellement connu par la translittération 符拉迪沃斯托克 (Fúlādíwòsītuōkè), bien que le nom chinois historique soit encore souvent utilisé dans le langage courant et en dehors de la Chine continentale pour désigner la ville. Selon les dispositions du gouvernement chinois, toutes les cartes publiées en Chine doivent indiquer entre parenthèses le nom chinois. Lorsque les noms chinois de la région furent changés en 1972, Pékin riposta en référant à la ville sous son nom historique.
Le nom japonais moderne de la ville est translittéré en Urajiosutoku (ウラジオストク). Historiquement, la ville a été écrite en kanji (浦塩 (urajio), « baie salée ») et raccourci à Urajio うらじお.

## Histoire

### Empire russe

#### Des volontés colonisatrices russes en Extrême-Orient
Historiquement, la côte pacifique près de Vladivostok est habitée par des Jürchens (par la suite Mandchous). Certains historiens chinois modernes affirment que la ville était le site d'une colonie chinoise vers 600 apr. J.-C.,, où elle était connue sous le nom de Yongmingcheng (永明城 [Yǒngmíngchéng], « ville de la lumière éternelle ») pendant la dynastie Yuan. Cependant, Viktor Larine, le directeur de l'Institut d'histoire, d'archéologie et d'ethnographie des peuples d'Extrême-Orient à Vladivostok, a contesté cette affirmation en 2016 et a déclaré que le fait que la Russie ait construit Vladivostok « est un fait historique qui ne peut pas être réécrit », et que l'idée que Vladivostok ait jamais été une ville chinoise est un « mythe » basé sur une mauvaise interprétation des preuves selon lesquelles quelques Chinois venaient parfois dans la région pour pêcher et ramasser des concombres de mer. 
L'Empire russe cherchait depuis longtemps un bastion en Extrême-Orient, Moscou ayant été repoussé du bassin de l'Amour par Pékin lors du traité de Nertchinsk de 1689. Les Qing qui dominaient le territoire négligèrent le Primorié et Priamourié, en établissant des politiques visant à isoler le territoire mandchou de la Chine han. Néanmoins malgré les restrictions imposées par Pékin, appliquées aux postes de contrôles mandchous le long de la Sungari, les Chinois arrivaient à se rendre de la région pour le gingembre et les animaux à fourrures dans le Sikhote-Aline ainsi que pour le concombre de mer à Haishenwai (« la baie des concombres de mer » en chinois), à l'emplacement actuel de Vladivostok. Les paysans chinois vivaient dans des huttes saisonnières, et se regroupaient en communauté dans la région. Ainsi un marin français qui visite le site de Vladivostok en 1852 découvre quelques huttes de pêcheurs chinois ou de Mandchous dans la baie.

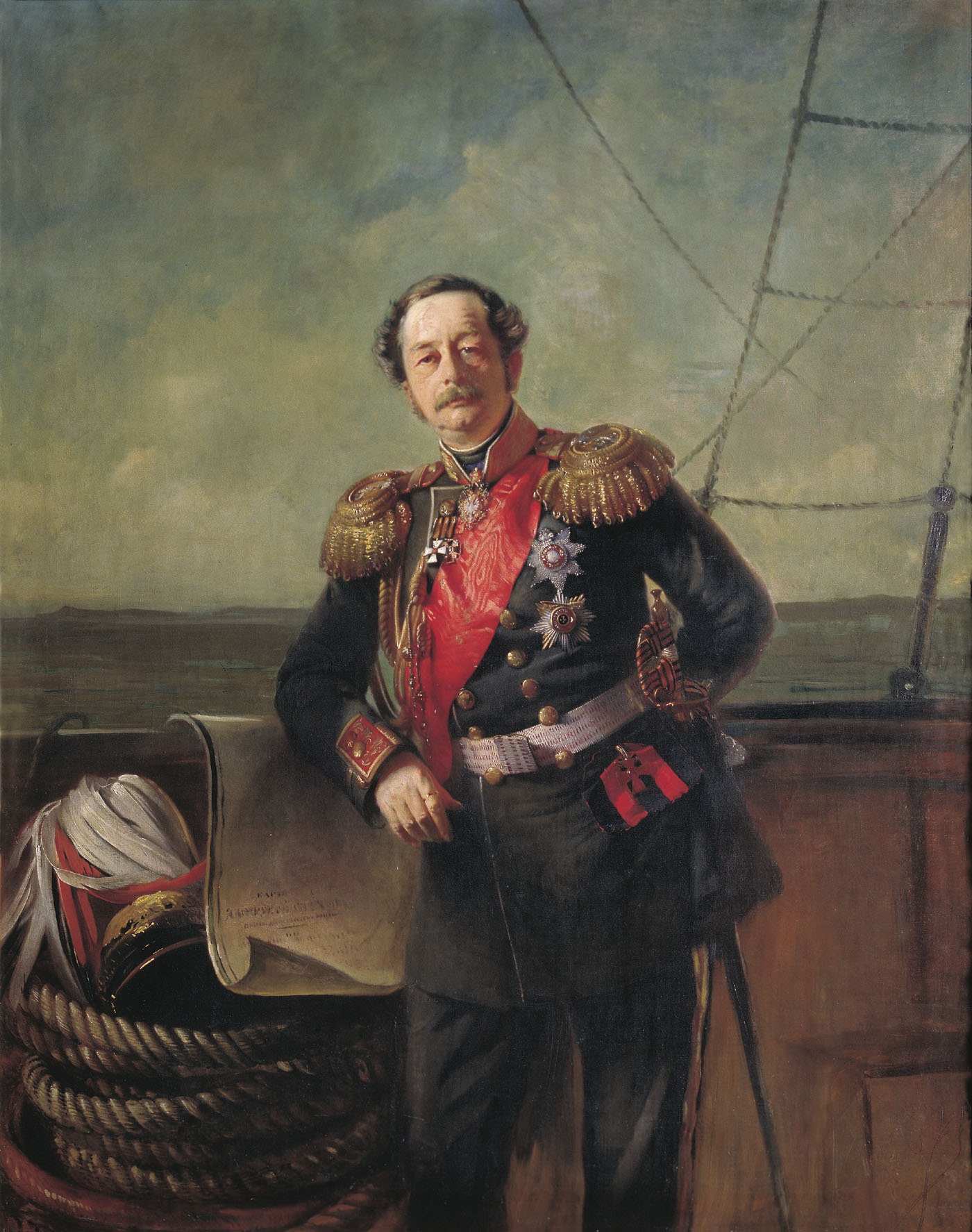
Le comte Nikolaï Mouraviov-Amourski, qui a permis l'annexion russe du Priamourié et Primorié.

À partir de la moitié du XIXe siècle, l'intérêt russe augmenta fortement, dans le contexte de la Première guerre de l'Opium qui mis en lumière les vulnérabilités de l'Asie du Nord est vis-à-vis du Royaume-Uni. L'intérêt russe reviva sous l'impulsion particulière de Nikolaï Mouraviov-Amourski, et la navigation russe sur l'Amour fut ouverte par l'un de ses officiers, Guennadi Nevelskoï, à l'été 1849, qui fonda deux avants-postes à l'embouchure de l'Amour l'année suivante. La guerre de Crimée et le siège de Petropavlovsk, bastion russe de l'Extrême-Orient, entraîna les Russes à prendre pied en territoire chinois. L'arrivée au pouvoir d'Alexandre II, voulant une politique russe plus active en Asie, et les relevés navals britanniques entre la Corée et Sakhaline en 1855-1856 propulsa la création de l'oblast de Primorié en 1856, et encouragea la colonisation de la région. 
Mouraviov tira parti de la Seconde guerre de l'Opium à partir de 1856 pour demander aux Mandchous une révision de la frontière, actée par le traité inégal d'Aïgoun en 1858, transférant la rive gauche de l'Amour à la Russie. Mouraviov fit ensuite pression sur les Qing pour acquérir toute la région entre l'Amour, l'Oussouri et la mer du Japon : le Primorié. Pour appuyer sa revendication, il utilisa la corvette Amerika en 1859, renommant au passage les noms britanniques sur les cartes de la région. Il rebaptisa la baie à l'extrémité de la péninsule d'Haishenwai, qui avait été nommée Port May par les Britanniques, en Corne d'Or, et le détroit au sud de celle-ci le Bosphore oriental, en hommage à Constantinople. La localisation fut choisie en raison des nombreuses baies protégées, afin d'héberger les flottes militaires et commerciales. Un officier accompagnant Mouraviov nomma le mouillage de la Corne d'Or Port Vladivostok, nommé d'après le modèle de Vladikavkaz, une forteresse russe du Caucase fondé pour asseoir le pouvoir russe dans le Caucase,. Mouraviov ordonna alors l'établissement d'un poste militaire sur les rives de la Corne d'Or alors. Le Primorié, inflitré par Mouraviov sans en avoir informé Pékin, fut annexé par la Russie par la convention de Pékin en octobre 1860, grâce à Nikolaï Ignatiev qui fit pression sur les Qing pour obtenir la région.    

#### Fondation du poste militaire

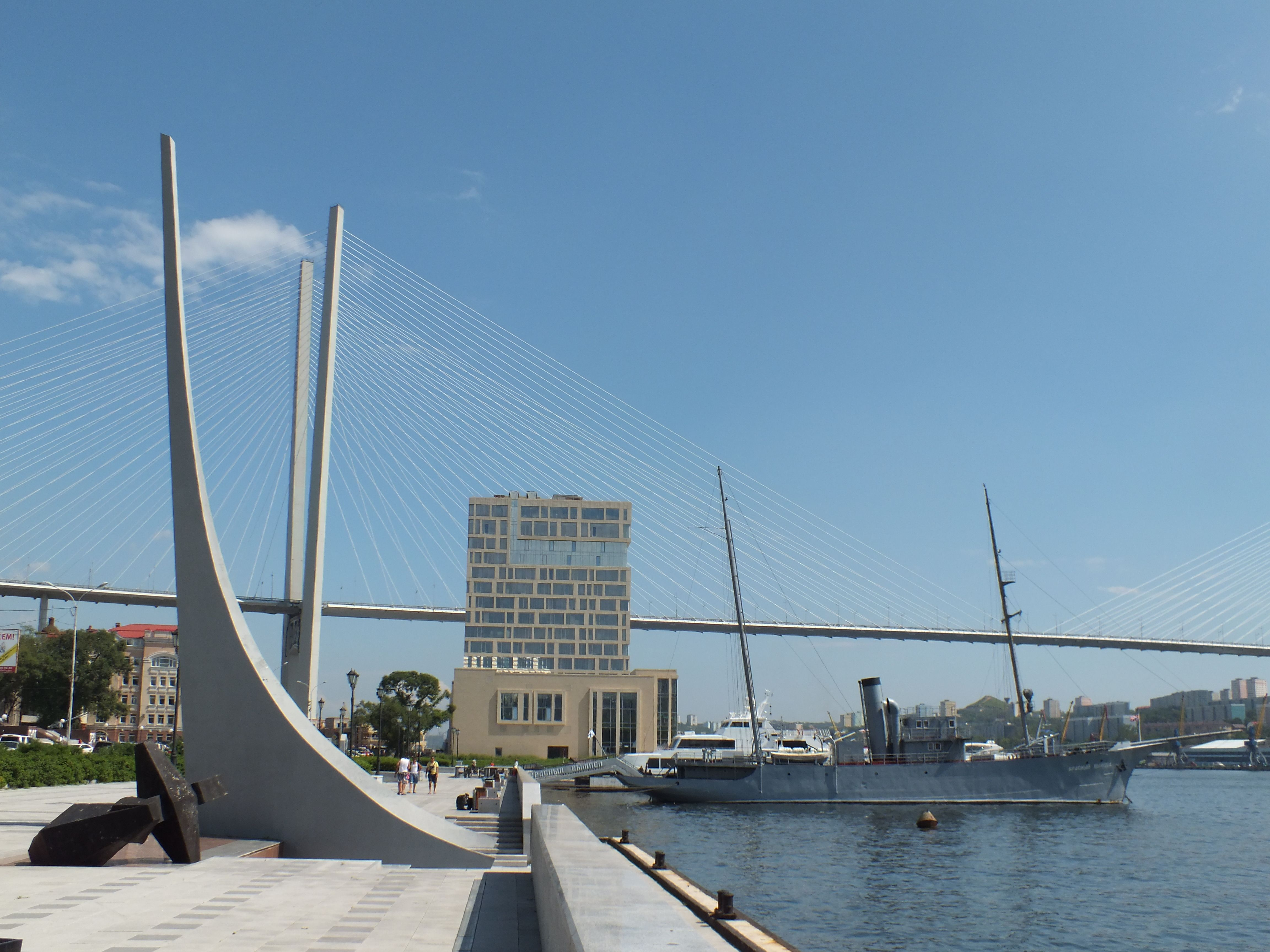
Sur ce site, le 2 juillet 1860, des soldats sous le commandement de Komarov ont débarqué du Mandjour (Complexe commémoratif sur le quai Korabelnaïa).

Le matin du 20 juin 1860 (2 juillet dans le calendrier grégorien), malgré le mauvais temps nuageux et humide, le navire de transport de la flottille sibérienne Mandjour entra dans la baie de la Corne d'Or. Le commandant du navire, le capitaine-lieutenant Alexeï Karlovitch Chefner, choisi d'accoster le bateau. Il descendit avec l'adjudant  Nikolaï Vassilievitch Komarov, et Chefner ordonna de ramer le long de la côte pour choisir la zone la plus appropriée pour débarquer. Un endroit fut trouvé, et les soldats du 4e bataillon de ligne de Sibérie orientale accostèrent à leur tour. Dans le journal de bord du Mandjour, il est écrit « Ce jour-là, un officier supérieur, deux sous-officiers et 37 soldats du 4e bataillon de ligne ont été envoyés à terre pour occuper le poste. ». Les soldats se mirent à travailler pour créer le poste militaire, à débroussailler, puis le drapeau de l'Empire russe fut hissé. Rapidement, une caserne, une cuisines, des entrepôts et bains firent leur apparition. Un mois après, la corvette Griden commandé par Gustav Khristoforovitch Egersheld ravitailla le poste militaire et effectua les mesures de la baie. Pour la première fois sur une carte apparu les noms de « Port et poste de Vladivostok », « Baie de la Corne d'Or », « Cap Egersheld » et « Cap Tchourkine ».    

La ville obtient alors le statut de port franc, et le premier enfant russe naît à Vladivostok en 1863.  En parallèle, en novembre 1861, lors d'un « voyage autour du Japon », le journaliste et diplomate allemand Rudolf Lindau observe cet embryon de la présence permanente russe en ce lieu, lors d'un bref séjour, dont le récit qu'il en fait paraît dans la Revue des Deux Mondes, en 1863 : 
« L’établissement russe de Vladivostock se composait en novembre 1861 (et probablement rien n’y a été changé depuis) de neuf maisons en bois et d’une maison en pisé, habitées par deux officiers et soixante-dix soldats. Ces pauvres gens mènent là une triste vie, et je n’ai pu m’empêcher de les plaindre et d’admirer le courage résigné avec lequel ils supportent leur exil. »

#### Développement de la ville

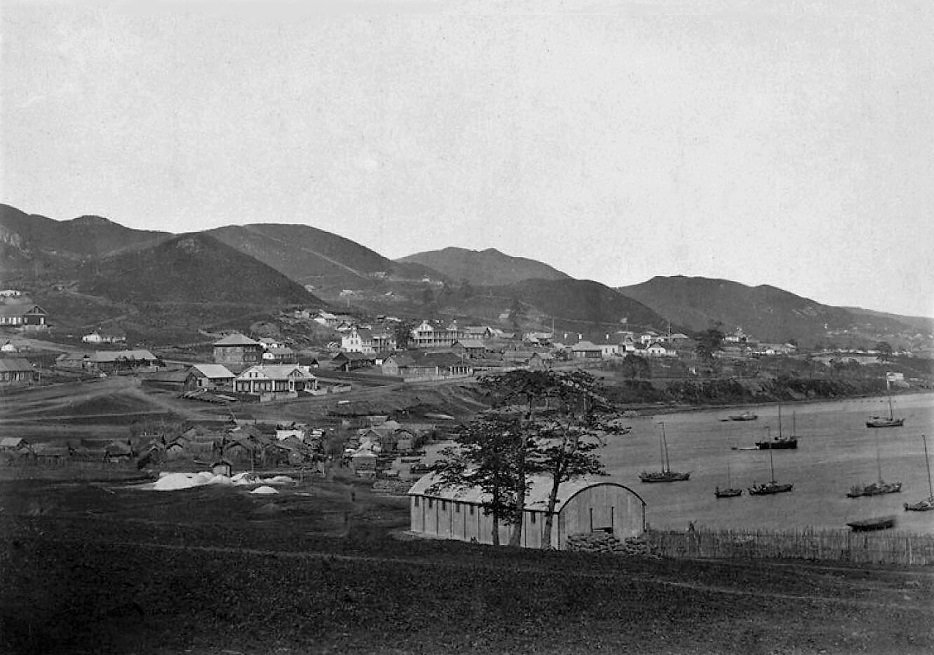
Vladivostok en 1875.

Vladivostok est victime dans ses premières années de son isolement géographique, ainsi que des glaces décourageant les navires entre décembre et avril. Plus d'une fois la marine russe considéra de déplacer la flotte vers Possiet ou Sainte-Olga, sans que cela soit fait en raison d'autres désavantages de ces sites. Mais cet isolement est progressivement rompu à lorsque la ville est reliée au réseau télégraphique avec une ligne jusqu'à Khabarovsk en 1866, et une ligne de Vladivostok à Shanghai et Nagasaki ouverte en 1871,, l'année où le port commercial est transféré à Nikolaïevsk-sur-l'Amour. Malgré son développement progressif, Vladivostok était mal réputée jusqu'aux années 1870, avec ses eaux polluées et ses bagarres à répétition. Le Bureau de la Guerre britannique, pendant la peur d'une guerre en 1877, considéra de prendre l'île Rousski pour la transformer en un équivalent de Gibraltar, avant de décider de laisser Saint-Pétersbourg supporter l'erreur coûteuse d’avoir occupé le Primorié. Un système élaboré de fortifications est ainsi érigé entre les années 1870 et 1890. Les armoiries municipales, qui représentent le tigre de Sibérie, sont adoptées en mars 1883. En 1888 la ville devient la capitale de l’oblast de Primorié.  
La seconde vague de migration de paysans russes en Extrême-Orient russe, des années 1880 aux années 1900, transforma le port de Vladivostok en porte d'entrée de la région. En 1879 est établi une liaison maritime régulière par la Flotte volontaire entre entre Odessa et Vladivostok, et en 1882, le navire Rossiïa débarqua à la Corne d'Or après avoir établi le record d'une traversée en seulement 46 jours depuis Odessa. Cette ligne maritime qui fut ouverte depuis le port ukrainien permis cette nouvelle vague de migration. Des politiques favorables à l'installation des paysans dans la région furent mises en place, et à cet effet le bureau de réinstallation de l'Oussouri du Sud fut ouvert à Vladivostok en 1883, dirigé par Fiodor Busse.  

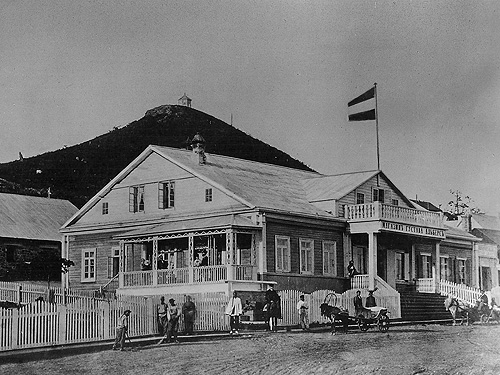
Premier bâtiment de Kunst & Albers à Vladivostok, 1876.

Les commerçants étrangers, qui s'installèrent dans la ville, contournaient les lois russes interdisant les investissements et propriétaires étrangers. Ainsi, les marchands occidentaux acquéraient la citoyenneté russe, établissaient des partenariats avec des entrepreneurs russes ou se mariaient avec des femmes russes. Des entreprises comme le grossiste russo-écossais Semionov & Denbigh Co, l'hôtel français DeLouvre et le suisse Bryner & Co, impliqué dans l'extraction de ressources naturelles, virent ainsi le jour. Scandinaves, Allemands et Japonais étaient prépondérant dans le secteur du transport maritime, régional et international. L'entreprise illustrant le mieux ce phénomène reste Kunst & Albers, fondé par deux commerçants hambourgeois, à l'origine une entreprise de commerce qui se diversifia pour, en 1914, être impliqué dans l'agriculture, les machines, les assurances et le transport maritime. En 1893 fut inauguré le grand magasin Kunst & Albers de Vladivostok. En parallèle, l'éducation progresse rapidement à Vladivostok, sous l'impulsion de philantropie privée. En 1897, 20 % des enfants de Vladivostok recevaient une éducation, et la première école secondaire ouvre ses portes en 1899. 

##### Les Occidentaux
Au tournant du siècle, Vladivostok était une ville composée à près de la moitié d'étrangers. Européens et Américains étaient majoritairement des personnes riches ayant développé avec succès leurs entreprises en Extrême-Orient. Mais Vladivostok devint une ville non seulement pour les marchands mais aussi pour les exilés politiques. Les exilés de Narodnaïa Volia arrivèrent ainsi entre 1896 et 1903 à Vladivostok, s'intégrant à la classe intellectuelle locale.   

##### Les communautés asiatiques
L'Extrême-Orient russe, dont Vladivostok vit à la fin du siècle l'installation de plusieurs communautés asiatiques, afin de travailler et de commercer. Cela alimenta le péril jaune auprès des populations russes, mais la dépendance vis-à-vis des travailleurs asiatiques entraîna peu de réponses politiques. Des grands quartiers chinois et coréens furent établis à Vladivostok, comme mais apparu aussi une communauté japonaise. Dès 1877, il y avait 80 % de Chinois et Coréens parmi les habitants de la ville.  Pour la communauté japonaise, alors qu'à Vladivostok ils n'étaient que 50 japonais en 1875, ils étaient près de 3 000 en 1902. Dès 1876, la communauté japonaise établit la société des résidents de Vladivostok, se chargeant des affaires de la communauté locale Japonaise et agissant comme intermédiaire entre les Japonais et les autorités russes. Chaque Japonais devait s'inscrire sur un registre et payer des dûs à la société. Saint-Pétersbourg refusa jusqu'en 1907 un consulat nippon dans la ville, Tokyo se servit ainsi d'agents commerciaux pour ses besoins et intérêts en ville. Une école nippone fut ouverte dans la ville, des lignes postales furent inaugurées entre Vladivostok et les villes nippones, et plusieurs firmes japonaises, comme Mitsubishi et Kuhara, établirent des bureaux dans la ville. La communauté japonaise s'intégra fortement dans la ville, même si le racisme envers les Japonais restait fortement présent. Les femmes japonaises se mariaient avec les familles étrangères proéminents de Vladivostok, telles que les Bryners et Denbighs. L'armée japonaise commença à envoyer des agents dès 1882 dans la ville, devenant la porte d'entrée pour l'infiltration japonaise en Extrême-Orient russe.   

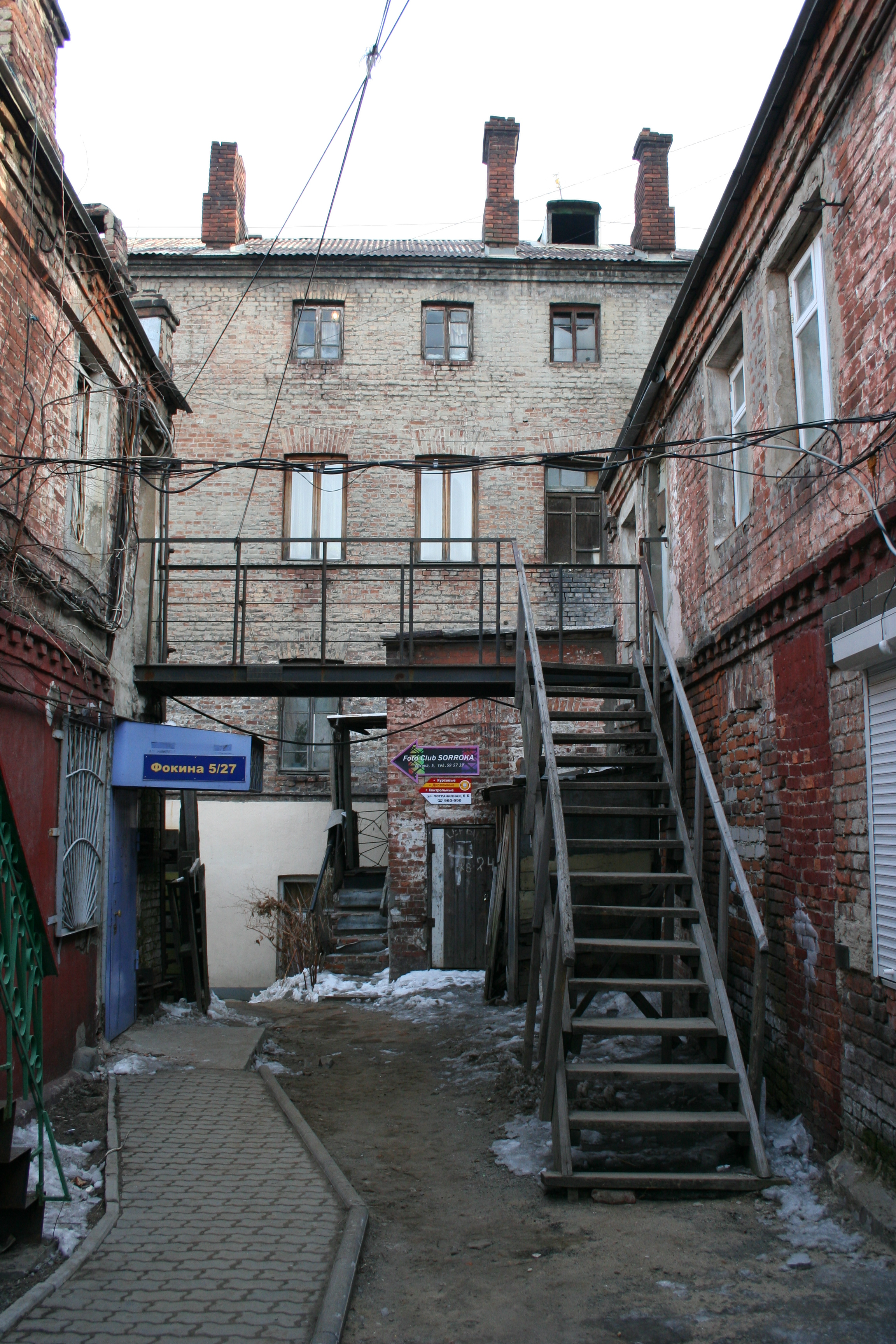
Cour intérieure à Millionka.

La communauté chinoise s'installa à Vladivostok aux débuts de son histoire, avec les marchands prenant avantage de la zone franche de chaque côté de la frontière russo-chinoise. Vladivostok attira des marchands, commerçants et colporteurs de Shangaï et Canton, et des travailleurs saisonniers du Shandong et du Shanxi. dès 1875, le maire de la ville, Mikhaïl Fiodorov, tenta en vain de repousser les chinois hors du centre ville. Le quartier de Millionka, nommé soit car les Chinois étaient « des millions », soit car ils étaient tellement pauvres qu'ils furent appelés ironiquement par les élites « millionaires » se développa dans le centre-ville comme quartier chinois. En 1879, il y avait 1 196 chinois, et en 1884 plus de 3 000 chinois. Les autorités municipales tentèrent à nouveau de déplacer à la fin du siècle le quartier, mais sans succès. Au tournant du siècle, Millionka était devenu un dédale de commerces, restaurants, maisons de jeux, maisons closes, fumeries d'opium, de théâtres, etc. La mafia et les escorcs opéraient dans la région, faisant de Millionka un quartier réputé dangereux et effrayant. Régulièrement, des bagarres avaient lieues avec des marins russes, des gangs et les autorités. Les travailleurs chinois étaient massivement représentés à Vladivostok dans les différents secteurs, avec 90 % de travailleurs chinois en 1900 dans les chantiers navals de Vladivostok. Des émeutes et grèves en 1905 incendièrent partiellement le quartier de Millionka. Même si les recenseurs ne pouvaient estimer que la communauté chinoise en raison de leur forte mobilité, les estimations évaluaient la population chinoise à environ 27 000 en 1912. Ces populations étaient victimes de discriminations racismes, comme le journal Vladivostok qui disaient que « battre les Manzis [appellation des Chinois de la région] étaient devenus une tradition pour nous [les Russes]. ».   
La communauté coréenne de Vladivostok fut mieux assimilée que les Chinois dans la région, et à Vladivostok, la communauté avait sa propre administration qui collectait les impôts, dirigeaient les œuvres caritatives et un bureau pour l'emploi et organisaient des festivals.  

##### Place stratégique en Extrême-Orient

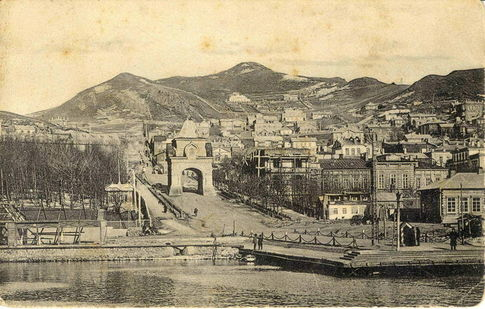
L'arc sur une carte postale pré-révolutionnaire.

Au milieu des années 1880 baron Andreï Korf plaida auprès de Saint-Pétersbourg pour la construction d'une ligne ferroviaire entre Vladivostok et Khabarovsk et jusqu'au Haut-Amour avant la construction d'une ligne transsibérienne, afin d'asseoir le pouvoir russe dans la région. Korf avait conscience des vulnérabilités de la région, avec l'occupation de Port Hamilton par les Britanniques entre 1885 et 1887, ces derniers prêts alors pour une opération sur Vladivostok. En 1891,le jeune tsarévitch Nicolas dans son Grand Tour asiatique s'arrêta à Vladivostok, et lança la construction du chemin de fer de l'Oussouri, devant relier Vladivostok à Khabarovsk. À l'occasion de cette visite, un arc de triomphe fut inauguré en son honneur en centre-ville. 
À partir de 1894, à la suite de l’accession au trône de Nicolas II, la région devient stratégique pour la pénétration russe en Mandchourie. La construction du chemin de fer de l'Est chinois, devant relier la Transbaïkalie, à travers la Mandchourie, à Vladivostok, commence en 1896 sous l'impulsion du premier ministre Serge Witte. Alors que la révolte des Boxers fait rage en Chine à l'été 1900, des rumeurs d'attaques imminentes des Boxers sur Blagovechtchensk et Vladivostok entraîne le gouverneur général de l'Amour Grodekov à ordonner aux gouverneurs militaires de se tenir prêt à tout évènement.  

#### Effervescence culturelle et apparition d'une intelligentsia

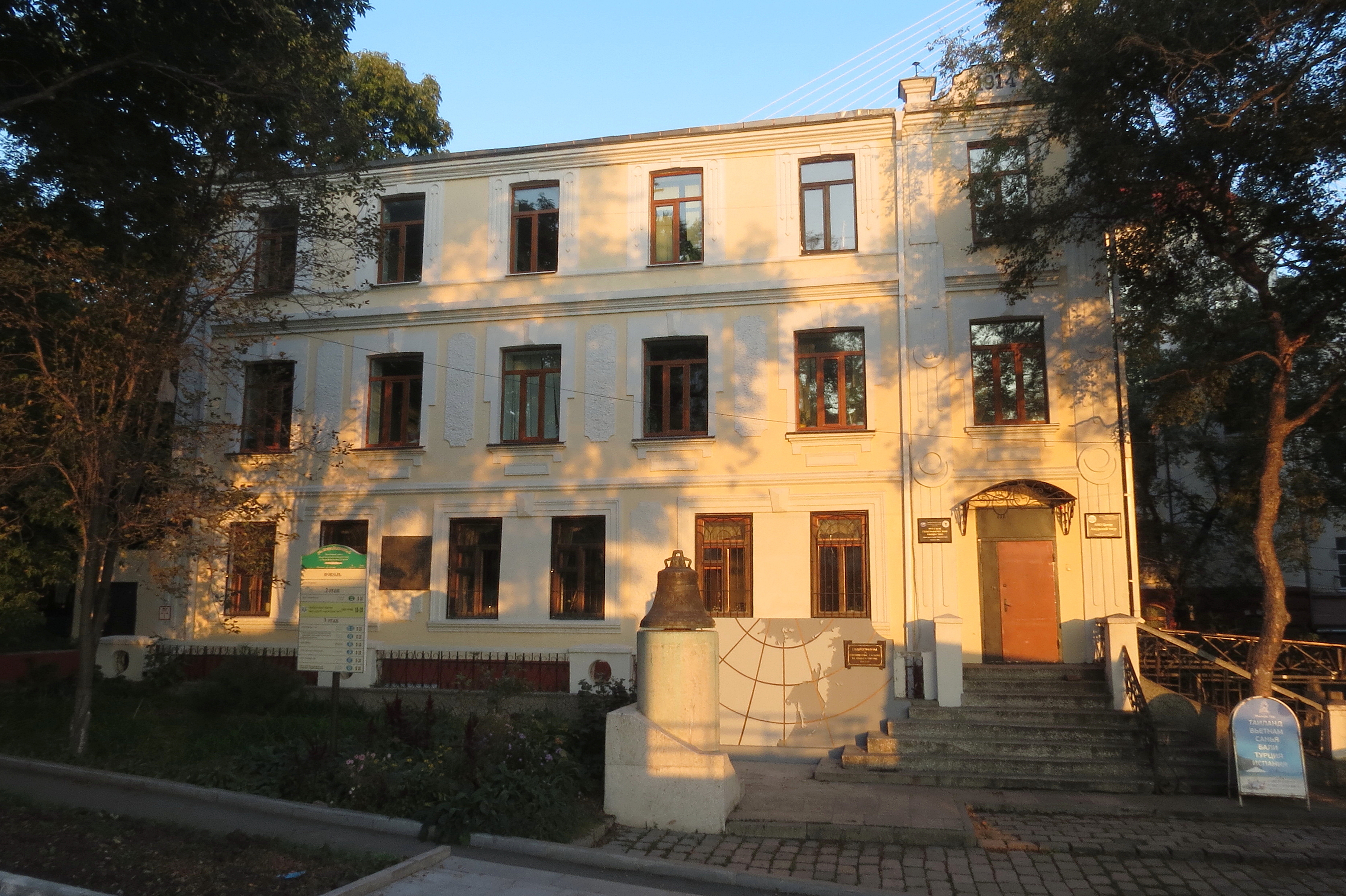
Bâtiment de la Société de l'Amour.

Les années 1880 marquent le début de la formation d'une intelligentsia à Vladivostok, phénomène qui se produit aussi à Khabarovsk et Blagovechtchensk. La Société pour l'étude de la région de l'Amour fut fondée en 1884 à Vladivostok, dirigée par Fiodor Busse, et la société fut l'une des deux organisations régionales autour desquelles l'étude géographique, historique et ethnographique avaient lieux. La Société de l'Amour a pu compter sur ses nombreux membres qui firent d'importantes donations de livres, comme Nikolaï Prjevalski, Mikhail Venioukov, Bronisław Piłsudski, Lev Sternberg, Anton Tchekhov, Vladimir Arseniev et Fridtjof Nansen. Symbole de la rivalité naissante avec Khabarovsk, le gouverneur général Doukhovskoï tenta de faire fusionner en 1894 la société de l'Amour dans la branche de l'Amour de la Société géographique russe, société fondée la même année en 1894. 
Les établissements d'enseignements furent de plus en plus nombreux dans la ville, y compris des établissements féminins. Cela s'illustre par l'ouverture d'une école commerciale, de la bibliothèque Gogol, mais aussi de la Maison du peuple qui dispensait des cours d'éducation gratuits aux adultes. Grâce à sa proximité avec les pays asiatiques, Vladivostok devint un lieu important pour les études orientales, avec la création de l'Institut d'Orient en novembre 1899, qui recrutait ses enseignements de l'université de Saint-Pétersbourg. En moins de 10 ans, Vladivostok permis l'apparition de toute une nouvelle classe d'universitaire, comme le sinologue Pavel Chkourkine, le japonologue Dmitry Pozdneyev et le tibétologue Gombojab Tsybikov. Un comité finançait des bourses d'études, comité présidé par Iulius Bryner, le père de Yul Brynner. La ville servit aussi de base pour les études marines, comme avec Stepan Makarov qui conduisit des études hydrographiques dans le Pacifique, avec parmi ses officiers à Makarov Alexandre Koltchak. 

#### Guerre russo-japonaise
La nuit où éclata la guerre russo-japonaise avec l'attaque surprise sur Port Arthur, le représentant officiel de Tokyo était à un gala organisé par les autorités municipales. Peu après le début de la guerre, les Japonais de Vladivostok tinrent en février 1904 un grand rassemblement, où ils décidèrent de partir de la ville. Peu après, le 6 mars 1904 n.s., la flotte Japonaise bombarda Vladivostok, et une personne fut tuée. La déroute russe, notamment à Port Arthur puis à Tsushima, força les élites de la région à faire que Vladivostok reprenne une partie du commerce russe qui se déroulait à Dalny. 
La défaite entraîna des troubles interethniques, notamment chez les Coréens envers les Japonais. An Jung-geun réunit en 1907 à Vladivostok d'autres Coréens afin de combattre les forces d'occupation japonaises, et ce dernier assassine l'homme d'État japonais Itō Hirobumi à Harbin en 1909. Même si Tokyo fait pression sur Saint-Pétersbourg pour réprimer la communauté coréenne, les autorités firent peu et laissèrent les nationalistes coréens publier leurs journaux nationalistes. 

#### Révolution russe de 1905-1907 à Vladivostok et mouvements politiques avant 1914
Vladivostok à la fin du XIXe siècle était une combinaison volatile de travailleurs ferroviaires, portuaires, d'anciens exilés et d'anciens prisonniers, de troupes militaires et de pêcheurs. Dans les années précédent la guerre russo-japonaise, les Socialistes-révolutionnaires gagnèrent des adhérents dans les classes moyennes supérieures de la population, comme les professeurs, et fondèrent une branche locale à Vladivostok. Le Parti ouvrier social-démocrate de Russie commença lui à faire circuler ses pamphlets en 1901 parmi les travailleurs portuaires de Vladivostok. La défaite russe de la guerre contre le Japon entraîna la révolution russe de 1905, et avant même que les SR ou le POSDR puissent s'organiser, le désordre s'installa à travers le Primorié et la Transbaïkalie dans les trois mois suivants le manifeste d'octobre, tandis que les militaires désaffectés et personnels ferroviaires prirent temporairement le pouvoir à Vladivostok. 
Vladivostok en temps de guerre réunissait les conditions pour des troubles de grande ampleur, entre les marins mécontents et politiquement engagés, les pénuries exacerbant les relations entre officiers et soldats avec les restrictions alimentaires. Avec le retour de la paix, 90 000 soldats inondèrent la ville, comprenant les prisonniers de guerre russes politisés rapatriés du Japon. Entre le 12 et 15 Novembre, les autorités perdirent le contrôle à Vladivostok en raison du soulèvement des marins, soldats, joints par d'autres secteurs de la population.  Les officiers des postes et télégraphes firent grève à Vladivostok et dans les autres villes de la région début décembre, isolant Vladivostok de la capitale impériale et de Khabarovsk, la capitale régionale. Lors du Premier anniversaire du Dimanche rouge, le 23 janvier 1906 n.s., un grand rassemblement se produisit sur la place de la gare, et après des tirs sur la foule, la foule répondit en forçant les autorités à fuir. Le 27 janvier 1906 n.s., les trouples impériales reprirent Vladivostok, arrêtant près de 2 000 soldats et marins. 332 furent condamnés à des peines de prison, et 87 furent condamnés à la peine de mort (54 peines de mort furent exécutées, le reste communié en camp de travail). 
Au lendemain de la répression des soulèvemennts de Vladivsotok, une petite organisation du POSDR se forma dès 1906 à Vladivostok, principalement sous l'impulsion de fugtifs de Tchita. Le POSDR de Vladivostok s'érigea comme le centre extrême-oriental du POSDR. La branche se concentra à faire circuler ses idées, notamment parmi les marins, les troupes de garnisons, les travailleurs syndiqués et les étudiants de l'Institut d'Orient ainsi qu'à proposer des programmes d'éducations à tous. Pour éviter la censure, la branche acheta des parts dans un journal local fondé par un neveu de l'ancien président américain James A. Garfield.  
Vladivostok était à cette époque une poudrière, avec les travailleurs politisés amenés de Moscou, Saint-Pétersbourg et Odessa afin de remplacer les travailleurs chinois. Le mécontentement, en raison de la discipline stricte et de la mauvaise alimentation, au sein de la flotte du Pacifique, ajouté à cela l'incarcération de certains camarades de bord, entraîna un nouveau soulèvement en 1907, incité par les Bolcheviks. Le 30 octobre, trois équipages de torpilleurs hissèrent le drapeau rouge sur leurs navires, avant que deux changent immédiatement d'avis et les baissent. Le dernier navire tenta en vain de quitter la Corne d'Or, et alors que les mutins furent emmenés en prison, les Bolcheviks de Vladivostok fuirent pour Nagasaki. Dans les années suivantes, l'Okhrana infiltra le POSDR en Extrême-Orient, avant de faire arrêter tous les membres des branches locals. Ainsi, la branche local du POSDR fut dissoute en 1909, et les membres soit emprisonnés, soit forcés à l'exil. À la veille de la Première Guerre mondiale, le POSDR n'avait plus d'appui.

#### Développement au début duXXesiècle

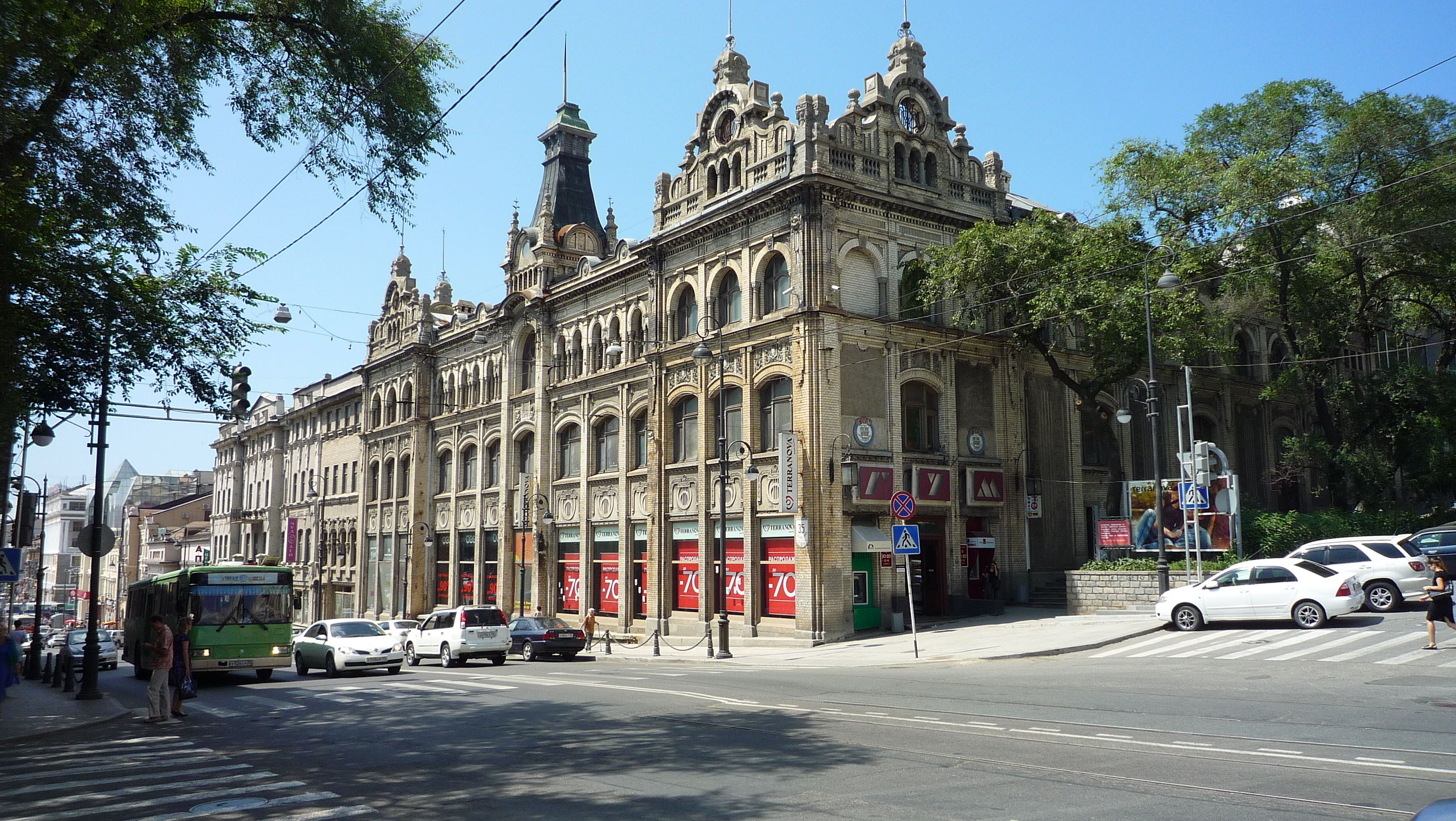
Grand magasin Kunst & Albers, aujourd'hui le GUM de Vladivostok.

Une entrave au développement économique apparu lorsque Saint-Pétersbourg révoqua le statut de port franc de Vladivostok et de Nikolaïevsk en 1900. Certaines élites russes faisaient pression depuis près de 20 ans, dont le gouverneur militaire de Vladivostok Aleksandr Feldhausen en 1883, pour révoquer ce statut afin de stimuler l'entreprenariat russe et pour augmenter les recettes des impôts. Si les produits américains subirent les nouveaux droits de douane, ce ne fut cependant pas le cas des produits de Mandchourie. Néanmoins le statut de port franc fut rétabli aux deux ports en 1904 pour encourager les pays neutres à forcer le blocus japonais de la guerre. William Howard Taft, alors secrétaire de guerre visita ainsi la ville à l'été 1905. 

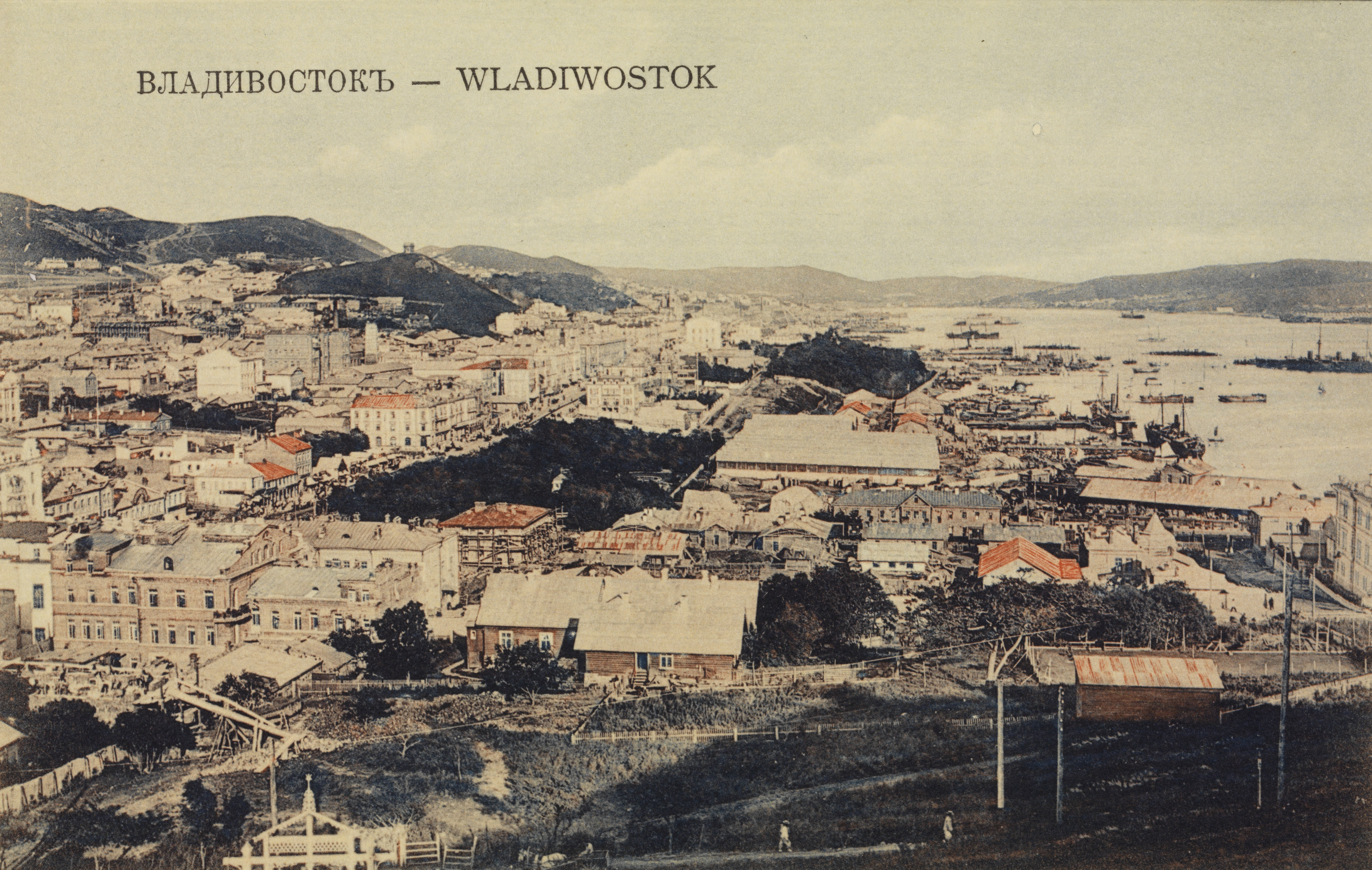
Vladivostok en août 1913.

L'inauguration du chemin de fer de l'Est chinois entre Harbin et Port Arthur en 1901 mis à rude épreuve la prééminence économique de Vladivostok, alors que les entreprises russes s'installaient de plus en plus en Mandchourie. Néanmoins, la ville connut un rapide essor économique à partir de 1903, lorsqu'elle est reliée à Moscou et à l'Europe par le chemin de fer transsibérien. La perte du Guandong au Japon en 1905 a suscité les espoirs que la ville pourraient régner son rôle de centre des experts pour les denrées alimentaires de Vladivostok. Dès 1906, les exports par le train de Mandchourie vers Vladivostok augmentèrent, grâce aux taux peu élevés du chemin de fer, faisant qu'en 1913 ils constituaient 80 % des exports du port de la ville. Le rapide essor économique et cosmopolitain entraîna la création de nombreuses missions diplomatiques dans la ville, avec la France, le Royaume-Uni, la Chine, le Japon mais aussi l'Empire ottoman, la Grèce, les Pays-Bas, la Norvège, l'Italie et les États-Unis qui avaient chacun leur consulat. Washington nomma comme premier consul à Vladivostok Richard T. Greener, premier consul noir dans un pays blanc, en 1898. Avec Harbin, elle était la seule ville à célébrer quatre fois le Nouvel an avec les calendriers chinois, japonais, julien et grégorien. 

#### Première Guerre mondiale

Bateau militaire américain en 1915.

Le débat sur le statut de port franc pour les villes de la région reprit en 1907 à la Douma, et selon le compromis de 1909, tout port au sud de l'Amour devaient perdre leur statut, y compris Vladivostok, compromis appliqué à partir de 1913. Mais la Première Guerre mondiale, avec le blocus par les Empires centraux des ports russes de la Baltique et de la mer noire, fit que Vladivostok devint le seul grand port duquel la Russie pouvait s'approvisionner. La ville récupéra une nouvelle fois son statut de port franc, et toute la région, dont la ville, glissa ainsi dans la rivalité entre Japonais et Américains dans la région. 
Le mouvement révolutionnaire repris pendant la guerre, lorsque le comité de Petrograd du POSDR décida en 1916 de faire de la propagande anti-guerre auprès des travailleurs portuaires de Vladivostok, dans l'objectif d'arrêt les approvisionnements russes par le port.  
Le 18 octobre 1916 n.s., l'inauguration du pont de l'Amour à Khabarovsk permit à Vladivostok d'être relié au reste de la Russie par le chemin de fer en passant uniquement par le territoire russe, et non à travers la Mandchourie.  

### Guerre civile russe
Après la révolution d'Octobre, Vladivostok revêt une grande importance militaire pour l'éphémère République d'Extrême-Orient.

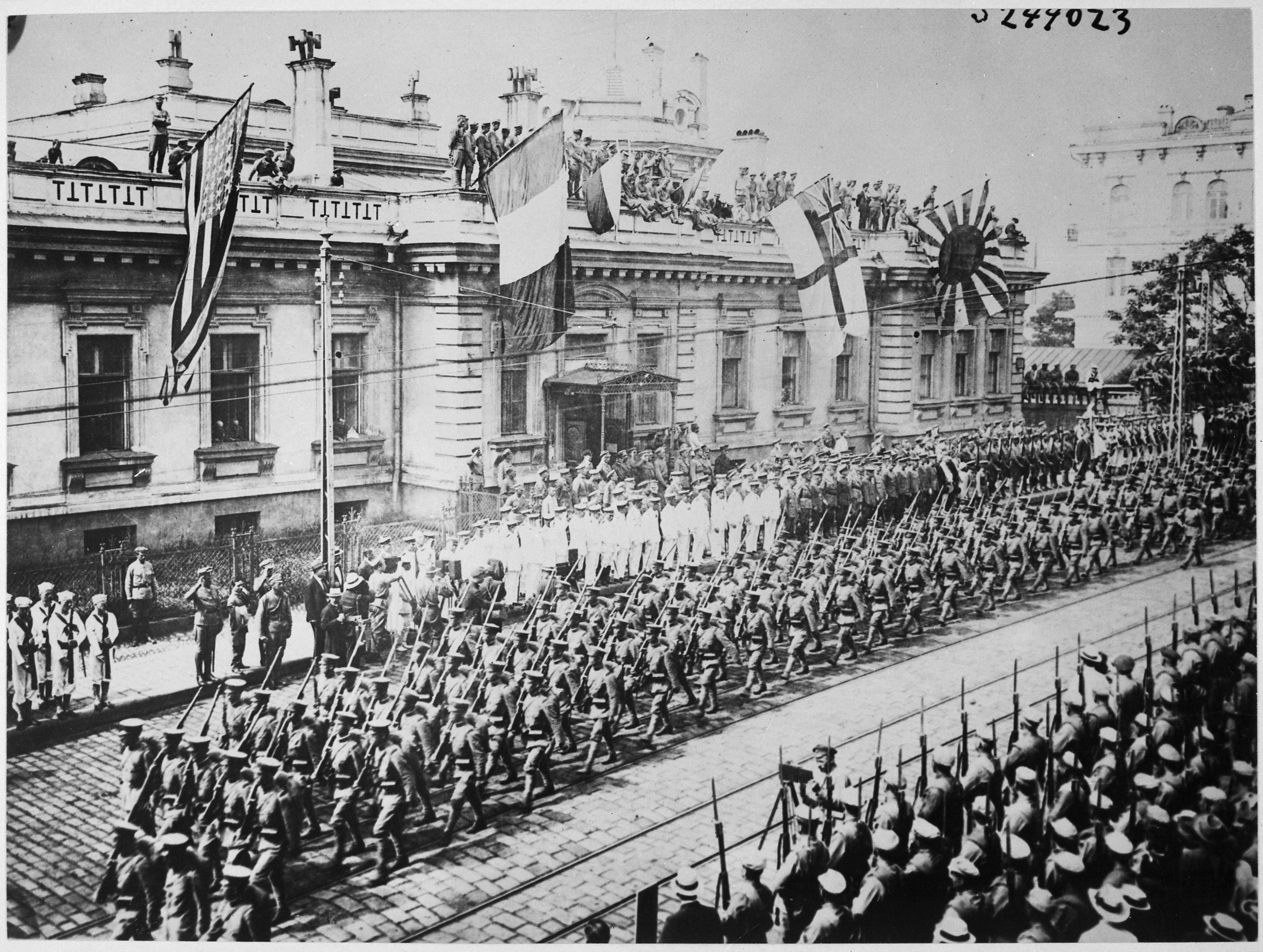
Parade de l'armée japonaise à Vladivostok en 1918.

À la suite de l'intervention alliée en Sibérie visant à soutenir les « Russes blancs », le Japon occupe la ville le 6 avril 1918. Le 15 août suivant, sous les ordres du général William S. Graves, débarquent des troupes des forces expéditionnaires américaines, françaises, canadiennes, britanniques, serbes et italiennes. La Gendarmerie royale du Canada considérait la ville comme « à 90% Bolchevik ».
Le 25 octobre 1922, la prise de Vladivostok lors de l'opération du Primorié par l'Armée rouge de Ieronim Ouborevitch marque la fin des principales opérations de la guerre civile russe. Le 20 novembre 1922, Lénine déclare à ce propos « Vladivostok, c'est loin, mais c'est tout de même notre ville ».
| Année | Janvier                                         | Février                                         | Mars                                            | Avril                                           | Mai                                                                                      | Juin                                                                                     | Juillet                                                                                  | Août                                                                                     | Septembre                                                                                | Octobre                                                                                  | Novembre                                                      | Décembre                                                      |
| ----- | ----------------------------------------------- | ----------------------------------------------- | ----------------------------------------------- | ----------------------------------------------- | ---------------------------------------------------------------------------------------- | ---------------------------------------------------------------------------------------- | ---------------------------------------------------------------------------------------- | ---------------------------------------------------------------------------------------- | ---------------------------------------------------------------------------------------- | ---------------------------------------------------------------------------------------- | ------------------------------------------------------------- | ------------------------------------------------------------- |
| 1917  | Empire russe                                    | Empire russe                                    | Gouvernement provisoire russe dès le 16 mars    | Gouvernement provisoire russe dès le 16 mars    | Gouvernement provisoire russe dès le 16 mars                                             | Gouvernement provisoire russe dès le 16 mars                                             | Gouvernement provisoire russe dès le 16 mars                                             | Gouvernement provisoire russe dès le 16 mars                                             | Gouvernement provisoire russe dès le 16 mars                                             | Gouvernement provisoire russe dès le 16 mars                                             | RSR dès le 30 novembre                                        | RSR dès le 30 novembre                                        |
| 1918  | RSR                                             | RSR                                             | RSR                                             | Intervenants du 5 au 6 avril                    | RSFSR dès le 25 avril                                                                    | RSFSR dès le 25 avril                                                                    | Légions tchécoslovaques, GPSV dès le 29 juin                                             | Légions tchécoslovaques, GPSV dès le 29 juin                                             | GPSV, Interventionnistes à partir du 20 août                                             | GPSV, Interventionnistes à partir du 20 août                                             | État russe à partir du 22 novembre                            | État russe à partir du 22 novembre                            |
| 1919  | État russe                                      | État russe                                      | État russe                                      | État russe                                      | État russe                                                                               | État russe                                                                               | État russe                                                                               | État russe                                                                               | État russe                                                                               | État russe                                                                               | État russe                                                    | État russe                                                    |
| 1920  | État russe                                      | REX dès le 31 janvier                           | REX dès le 31 janvier                           | Intervenants à partir du 5 avril                | VPDP POZOU pendant la semi-occupation par les envahisseurs japonais à partir du 29 avril | VPDP POZOU pendant la semi-occupation par les envahisseurs japonais à partir du 29 avril | VPDP POZOU pendant la semi-occupation par les envahisseurs japonais à partir du 29 avril | VPDP POZOU pendant la semi-occupation par les envahisseurs japonais à partir du 29 avril | VPDP POZOU pendant la semi-occupation par les envahisseurs japonais à partir du 29 avril | VPDP POZOU pendant la semi-occupation par les envahisseurs japonais à partir du 29 avril | REX dès le 28 octobre                                         | REX dès le 28 octobre                                         |
| 1921  | REX                                             | REX                                             | REX                                             | REX                                             | REX                                                                                      | Gouvernement provisoire de Primaour (Merkoulov) dès le 26 mai                            | Gouvernement provisoire de Primaour (Merkoulov) dès le 26 mai                            | Gouvernement provisoire de Primaour (Merkoulov) dès le 26 mai                            | Gouvernement provisoire de Primaour (Merkoulov) dès le 26 mai                            | Gouvernement provisoire de Primaour (Merkoulov) dès le 26 mai                            | Gouvernement provisoire de Primaour (Merkoulov) dès le 26 mai | Gouvernement provisoire de Primaour (Merkoulov) dès le 26 mai |
| 1922  | Gouvernement provisoire de Primaour (Merkoulov) | Gouvernement provisoire de Primaour (Merkoulov) | Gouvernement provisoire de Primaour (Merkoulov) | Gouvernement provisoire de Primaour (Merkoulov) | Gouvernement provisoire de Primaour (Merkoulov)                                          | Gouvernement provisoire de Primaour (Merkoulov)                                          | Gouvernement provisoire de Primaour (Merkoulov)                                          | Gouvernement provisoire de Primaour (Dieterichs) dès le 8 août                           | Gouvernement provisoire de Primaour (Dieterichs) dès le 8 août                           | Gouvernement provisoire de Primaour (Dieterichs) dès le 8 août                           | REX dès le 2                                                  | RSFSR dès le 14 novembre                                      |

### Période soviétique
Principale base navale de la flotte du Pacifique, la ville reste fermée aux étrangers durant la période soviétique de 1958 à 1991,, à l'exception de la période durant laquelle eurent lieu les négociations sur la limitation des armements stratégiques entre Léonid Brejnev et Gerald Ford en 1974.
Le 10 août 1985, un réacteur du sous-marin nucléaire soviétique K-431 explose dans la baie de Tchajma, près de Vladivostok. Dix soldats meurent sur le coup. Un vaste secteur reste non dépollué. Il est toujours ouvert aux activités humaines. Les deux mille habitants de la baie n'ont jamais été évacués.

### Depuis 1991
Dans les années 1990, après la chute de l'URSS en 1991, la ville devient la plaque tournante de l'importation de voitures d'origines japonaises, ce qui entraîne des embouteillages dans la ville, et en parallèle, la criminalité augmente dans la ville, elle est alors considérée comme l'une des capitales du crime organisé en Russie. La criminalité a depuis chuté dans la ville, mais les embouteillages n'ont pas disparu,.
Du 2 au 9 septembre 2012, le sommet de la zone économique du Pacifique se tient dans la ville de Vladivostok. Un important programme de modernisation et de développement des infrastructures de la ville est réalisé à cette occasion, à hauteur de 20 milliards de dollars. Ses réalisations les plus spectaculaires sont le pont de l'île Rousski et le pont du Zolotoï Rog, deux ponts à haubans mis en service au cours de l'été 2012. Un nouveau terminal de l'aéroport international de Vladivostok été lui aussi construit grâce à ce programme. En octobre 2015, Vladivostok redevient un port franc.
Khabarovsk est la capitale du district fédéral extrême-oriental de 2000 à 2018, avant d'être remplacée par Vladivostok en décembre 2018.

## Population et société

### Démographie

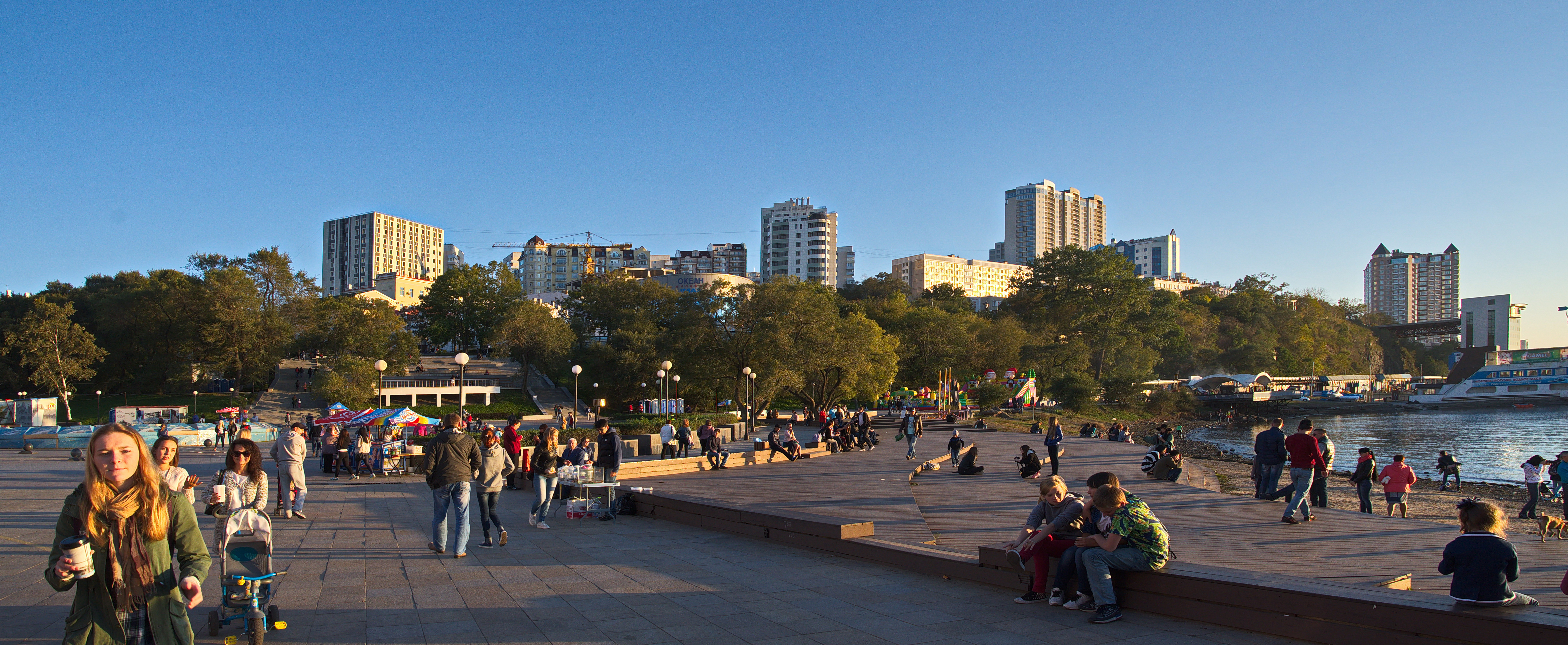
Vladivostok en 2015

Recensements (*) ou estimations de la population ,:
| 1897*  | 1923*  | 1926*   | 1931    | 1934    | 1939*   | 1956    | 1959*   | 1962    | 1967    |
| ------ | ------ | ------- | ------- | ------- | ------- | ------- | ------- | ------- | ------- |
| 28 933 | 98 900 | 102 500 | 128 600 | 202 500 | 206 432 | 265 000 | 290 608 | 325 000 | 397 000 |

| 1970*   | 1973    | 1976    | 1979*   | 1982    | 1986    | 1989*   | 1992    | 1996    | 1998    |
| ------- | ------- | ------- | ------- | ------- | ------- | ------- | ------- | ------- | ------- |
| 440 889 | 481 000 | 521 000 | 549 789 | 576 000 | 608 000 | 633 838 | 648 000 | 627 000 | 618 600 |

| 2000    | 2001    | 2002*   | 2003    | 2004    | 2005    | 2006    | 2007    | 2008    | 2009    |
| ------- | ------- | ------- | ------- | ------- | ------- | ------- | ------- | ------- | ------- |
| 606 200 | 601 400 | 594 701 | 594 700 | 590 300 | 586 829 | 583 673 | 580 821 | 578 800 | 578 619 |

| 2010*   | 2011    | 2012    | 2013    | 2014    | 2015    | 2016    | 2017    | 2018    | 2019    |
| ------- | ------- | ------- | ------- | ------- | ------- | ------- | ------- | ------- | ------- |
| 592 069 | 578 213 | 597 476 | 600 378 | 603 244 | 604 602 | 606 653 | 606 589 | 604 901 | 605 049 |

| 2020    | 2021*   | 2022    | 2024    | - | - | - | - | - | - |
| ------- | ------- | ------- | ------- | - | - | - | - | - | - |
| 606 561 | 600 871 | 601 270 | 591 628 | - | - | - | - | - | - |

### Enseignement

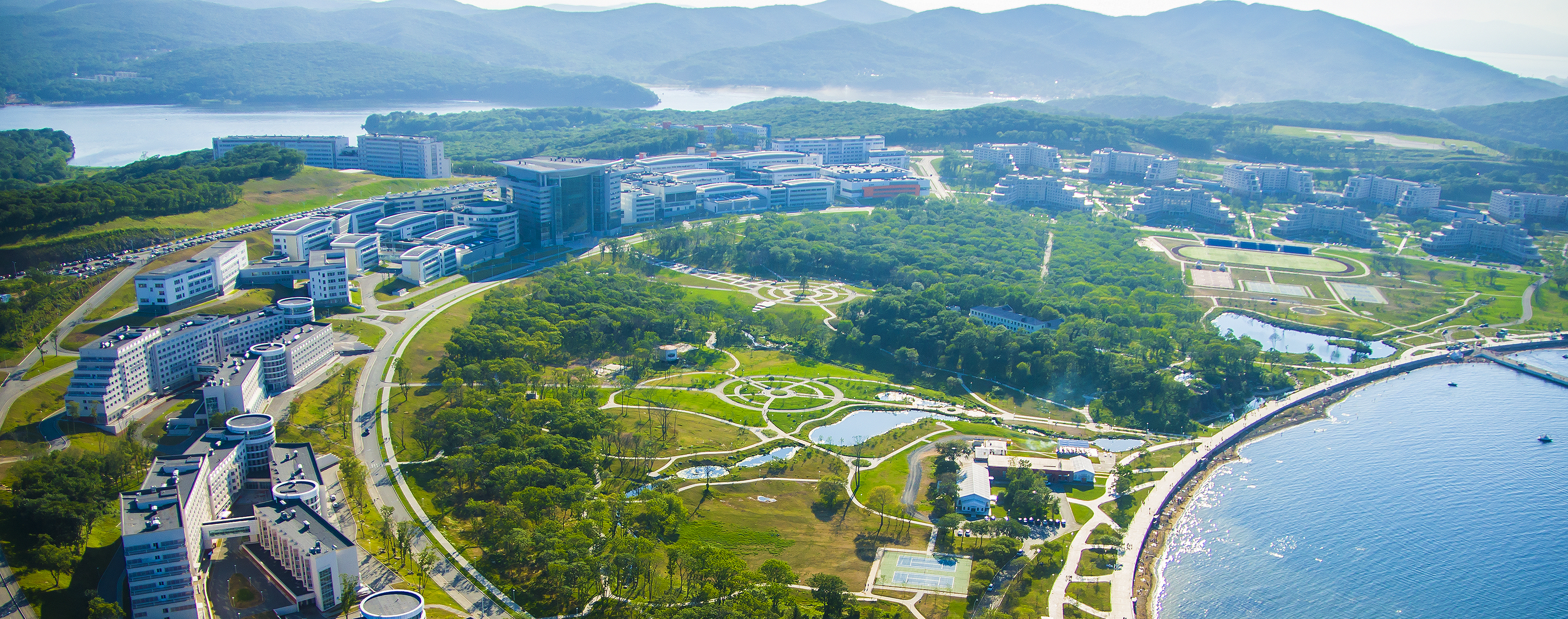
Campus principal de l'Université

Vladivostok accueille l'Université fédérale d'Extrême-Orient, dont le campus principal est situé sur l'Île Rousski, ainsi qu'une branche de l'Académie des sciences de Russie.

### Sport
- FK Luch Vladivostok : club de football évoluant dans la deuxième division russe.
- Spartak Primorié Vladivostok : club de basket-ball évoluant dans la Superligue de Russie.
- Admiral Vladivostok : club de hockey sur glace qui évoluera dans la KHL à partir de la saison 2013-2014.

## Économie

### Tourisme
Vladivostok, depuis la fin du XXe siècle et l'ouverture de la ville, a commencé à se positionner comme un centre touristique, mettant en avant son architecture européenne au sein de la région Asie-Pacifique.

## Voies de communication et transports

### Transport routier
Vladivostok est la ville la plus motorisée de Russie. Elle fait partie des villes avec le plus de voitures immatriculées en Russie, étant cinquième, avec 422 600 véhicules immatriculés dans la ville au 1er janvier 2015. C'est la pire ville dans la catégorie "transport" de toute la Russie, avait déclaré Sergei Donskoy, ex-ministre des Ressources naturelles et de l'Environnement. La ville est en effet assez mauvaise en termes d'accessibilité des transports en commun, d'embouteillages sur le chemin du travail, de voitures non respectueuses de l'environnement (c'est-à-dire polluantes) et de la popularité des transports publics parmi les citoyens. La principale cause de ce manque d'intérêt étant que chaque habitant possède une ou deux voitures,.
Le marché automobile de la ville est certes riche, mais principalement composé de voitures vieilles, en raison d'une importation massive de véhicules d'occasion japonais à cause d'un surplus de voitures au Japon dans les années 1990, faisant de plus que 84 % des 835 000 véhicules ont le volant à droite dans l'Extrême-Orient russe (où se trouve Vladivostok). En 2015, la ville compte 93,4 % de véhicules étrangers,.
Pour lutter contre les problèmes de trafic rongeant la ville, l'introduction du stationnement payant dans certaines zones du centre-ville de Vladivostok est considérée comme l'une des mesures efficaces.
« De nombreuses villes de Russie mettent en œuvre avec succès l'expérience de l'organisation du stationnement payant et notent que l'introduction de cette mesure a considérablement amélioré les conditions de transport en commun, le stationnement dans les rues est devenu plus facile et une source de revenus supplémentaire est apparue dans le budget de la ville – une amende pour non-paiement du stationnement » souligne l'administration de la ville. Il y a cependant quelques rues piétonnes à Vladivostok, dont la rue de l'Amiral Fokine.
Pour le forum de la Coopération économique pour l'Asie-Pacifique en 2012, le programme de rénovation entraîne la création de nouvelles infrastructures routières : le pont à haubans de la Corne d'Or franchissant la baie du Zolotoï Rog (Corne d'Or), le pont de l'île Rousski, reliant Vladivostok à l'île Rousski en enjambant le Bosphore oriental, où a eu lieu le forum. Avant la création du pont pour rejoindre l'île Rousski, le seul moyen de rejoindre l'île était par ferry.
Un troisième pont a été construit en préparation du forum, le pont de la baie de l'Amour, reliant la péninsule Mouraviov-Amourski à la péninsule De Vries. Il fait partie de l'autoroute A370 de Khabarovsk à Vladivostok.
La ville est l'extrémité orientale de la route transsibérienne, dont l'autoroute A370 en est le dernier tronçon. L'A370 est la seule route d'accès connectant directement la ville au reste du réseau autoroutier russe. Il existe au nord de la ville la route A188.

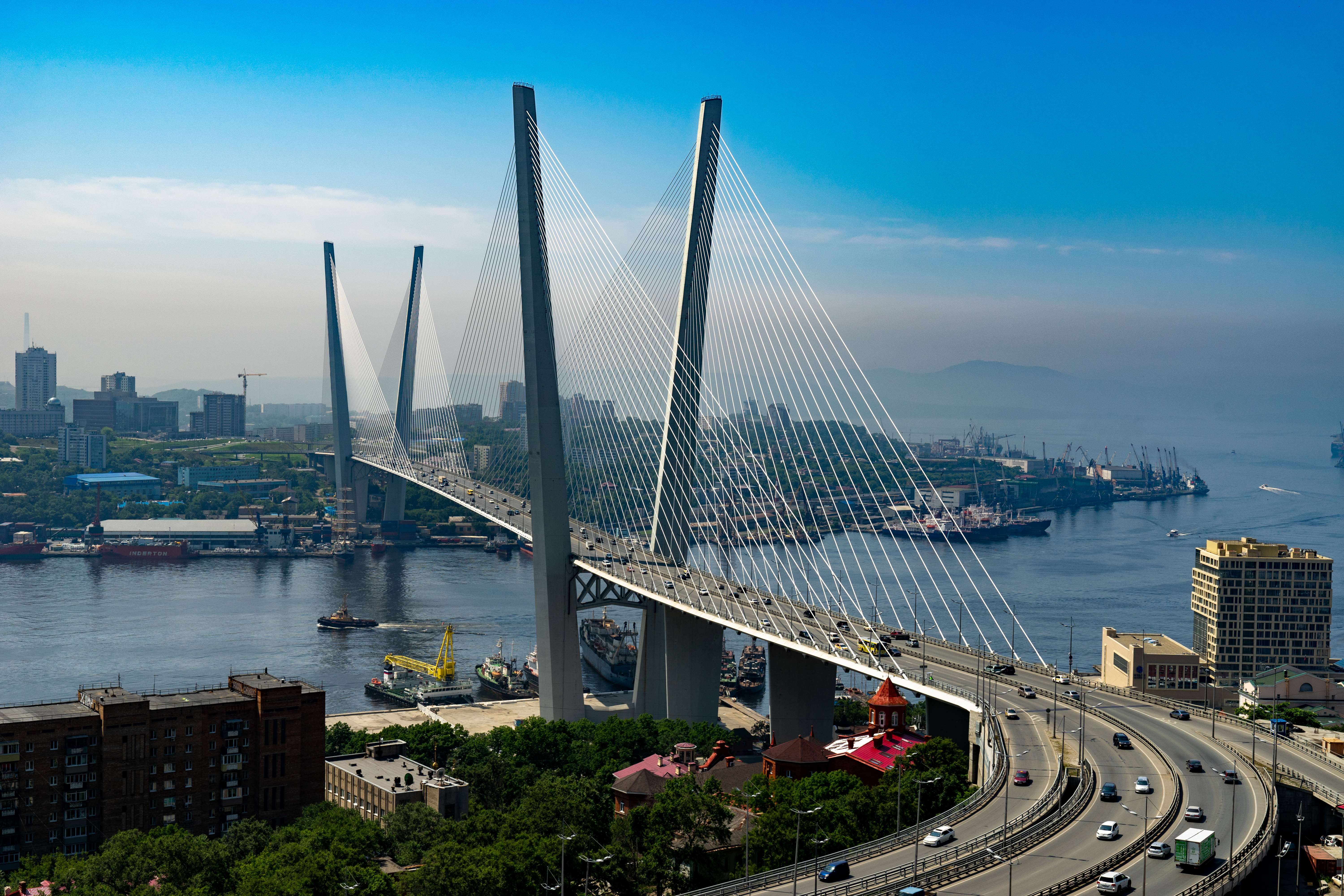
Pont de la Corne d'or avec une partie du port en contrebas
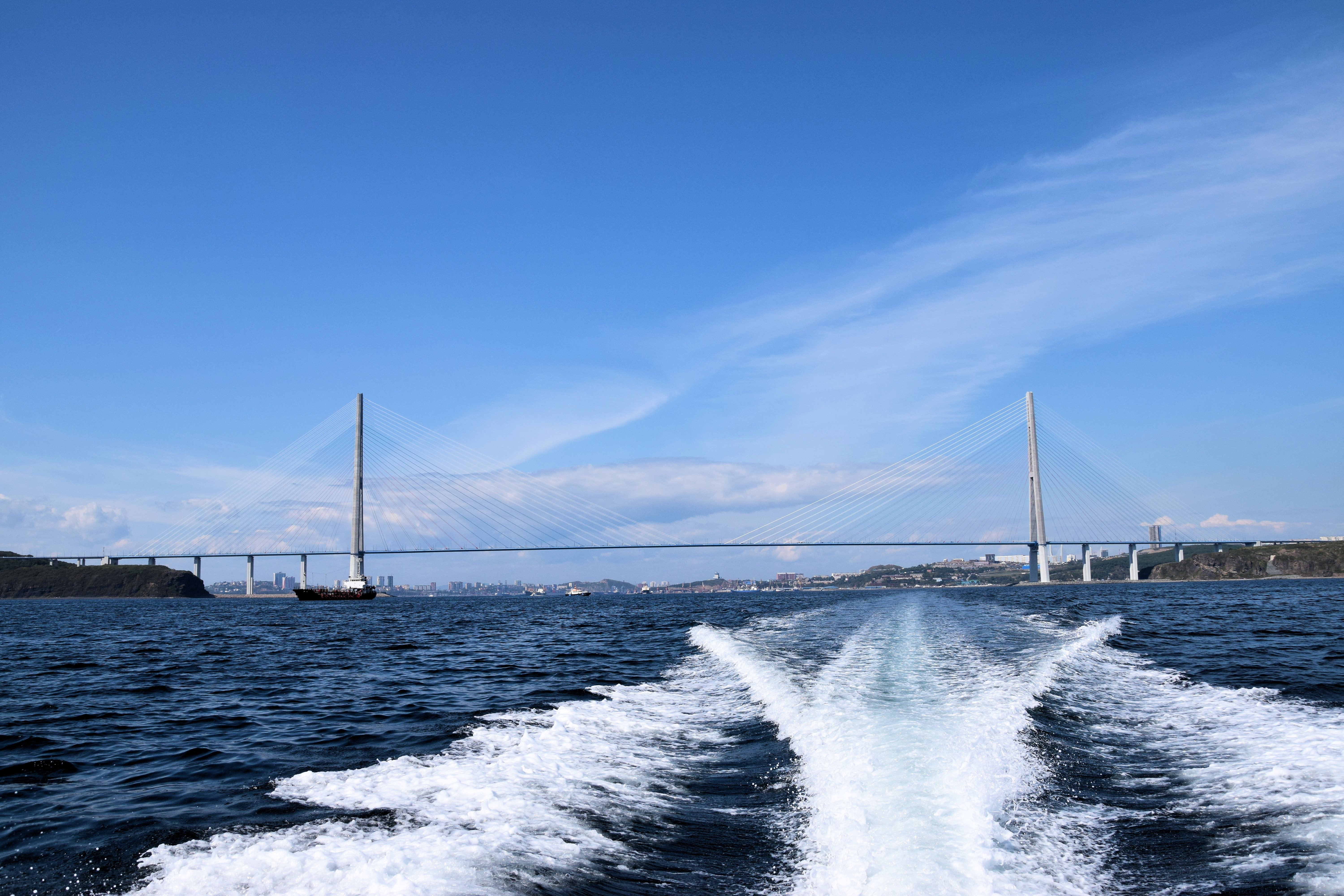
Pont de l'île Rousski vu depuis un bateau avec la ville en fond
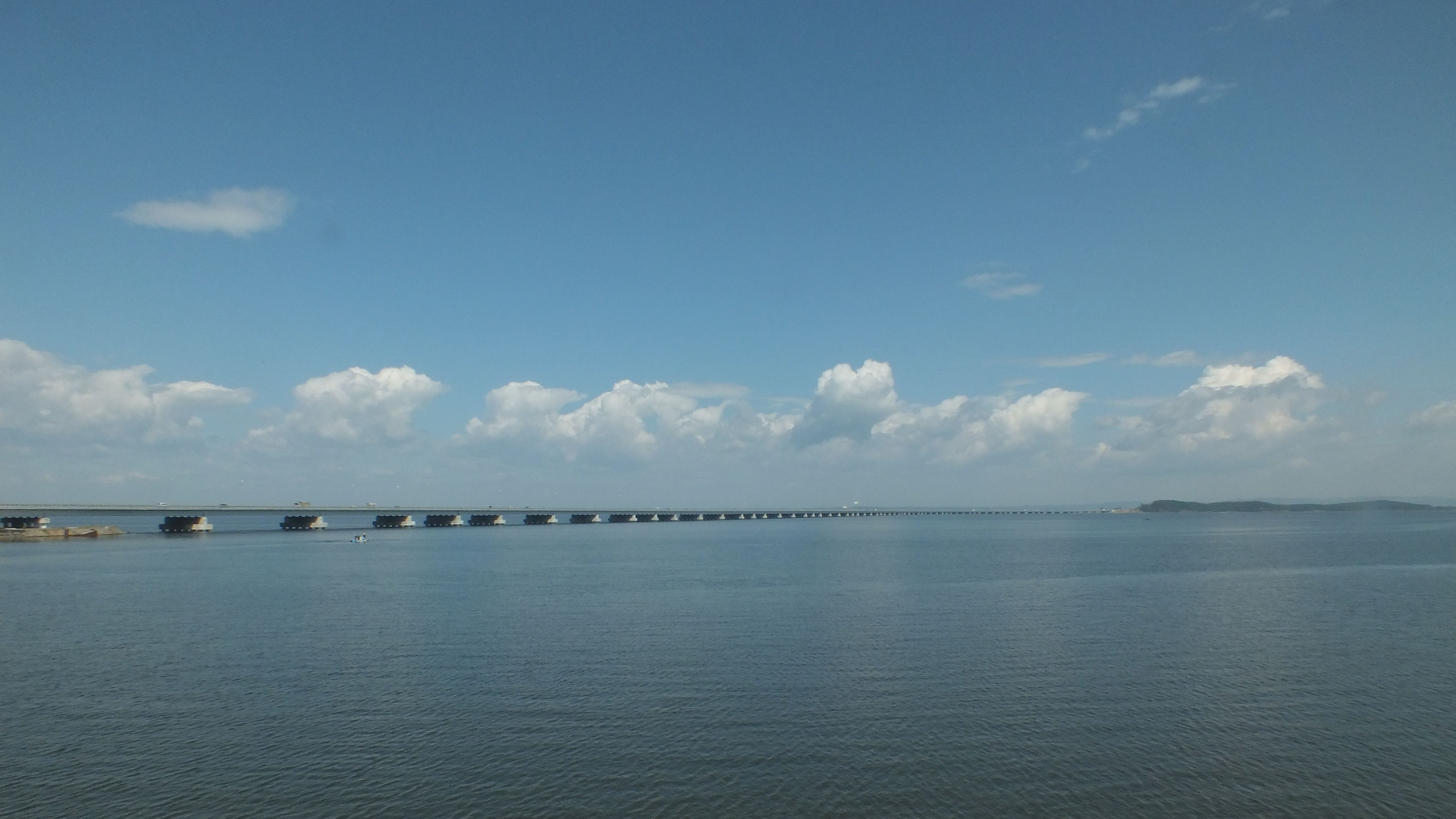
Pont de la baie de l'Amour

### Transports urbains
Vladivostok est une importante plateforme aéroportuaire de l'Extrême-Orient russe, et est le plus grand centre de transport de l'Extrême-Orient tous transports confondus. L'aéroport international de Vladivostok est un aéroport de première importance dans la région.
Une ligne de tramways, un réseau de bus, deux lignes de trolleybus desservent la ville. Il existe aussi un funiculaire sur la colline Orlynaya, des réseaux de taxis. Il existe de plus un réseau de trains de banlieues.
Il y a 93 lignes de bus à Vladivostok, gérées par 14 compagnies de bus, dont une qui est publique. Elles transportent par an environ 95 millions de passagers, sur un réseau de 2 345 kilomètres de lignes.
Le tramway et le trolleybus combinés transportent 6,3 millions de passagers, et le transport maritime transporte environ 79 000 passagers, répartis sur trois lignes,.
Le funiculaire, ouvert en 1962, transporte près de 400 000 passagers par an.

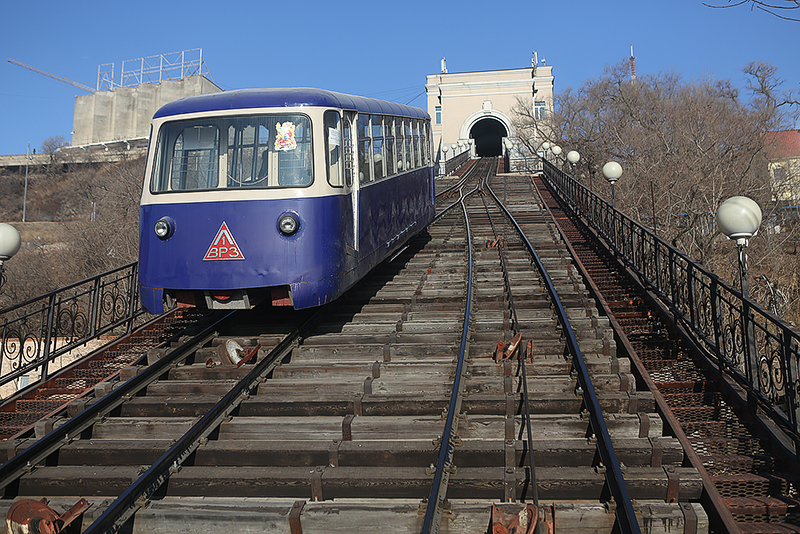
Funiculaire
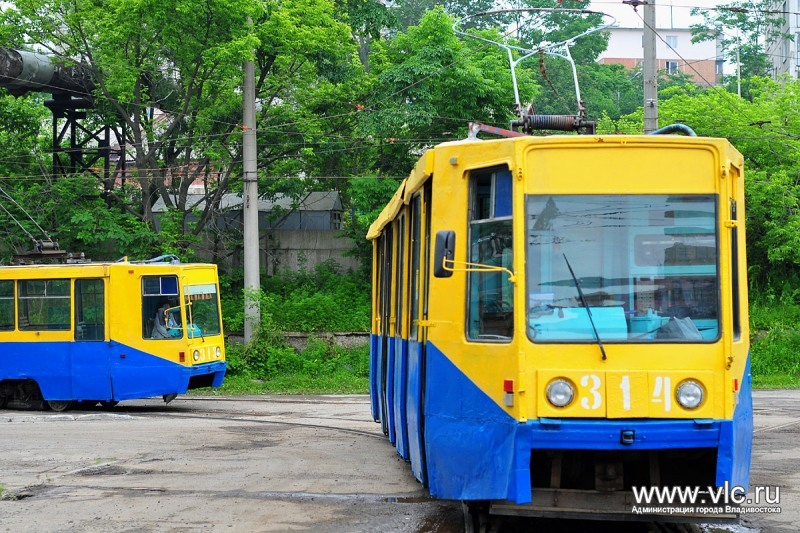
Tramway
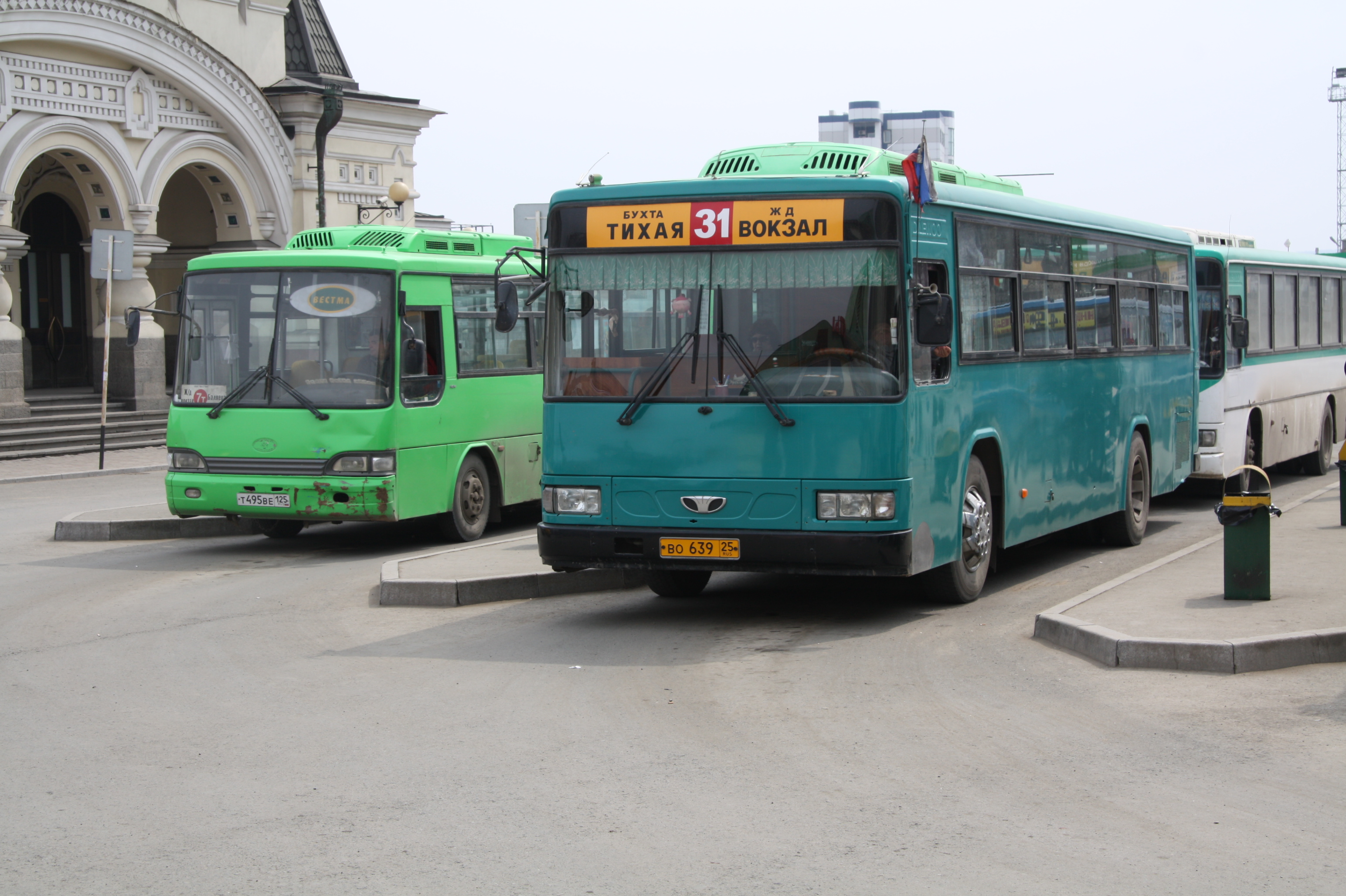
Bus
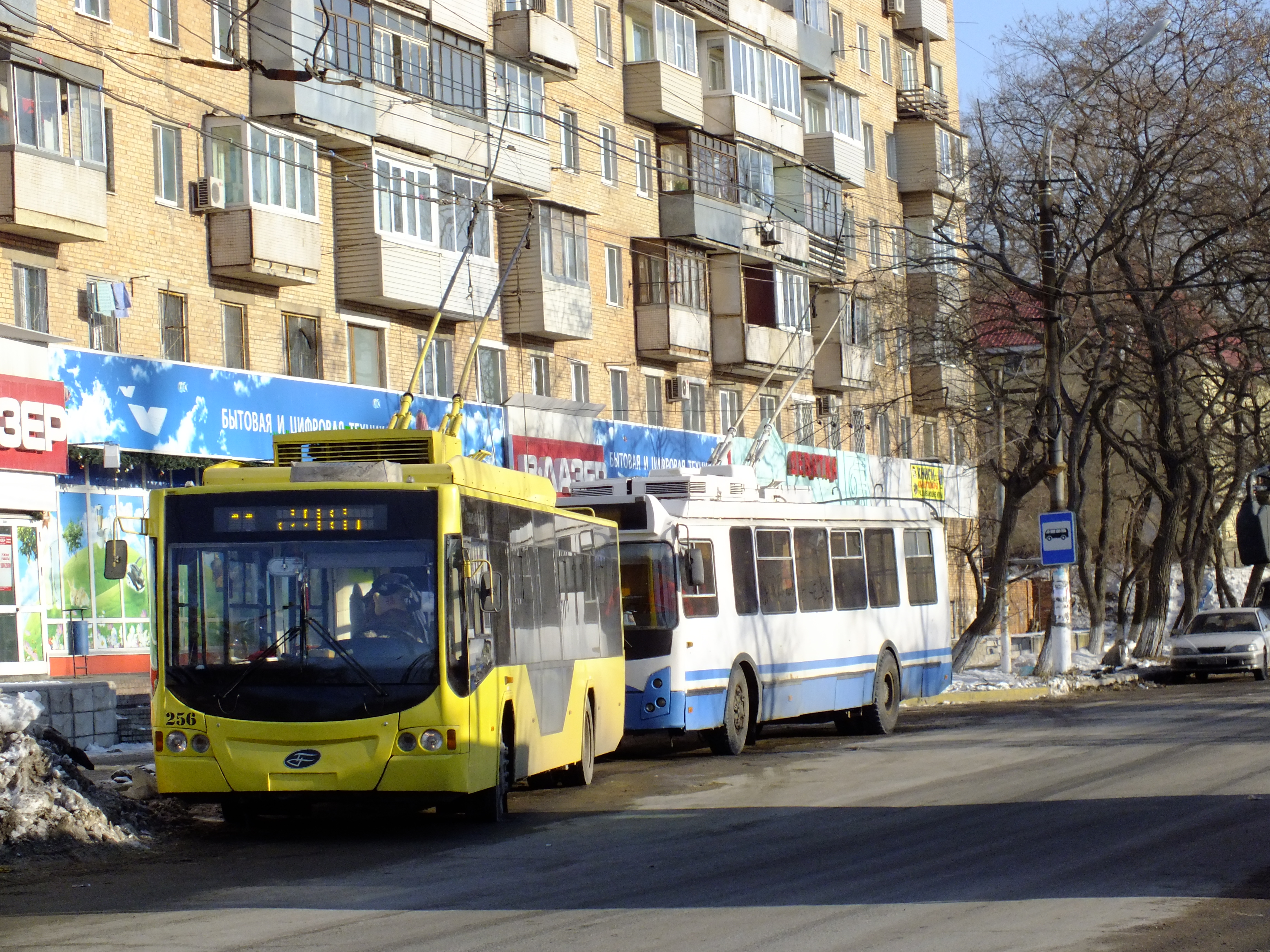
Trolleybus

#### Desserte ferroviaire

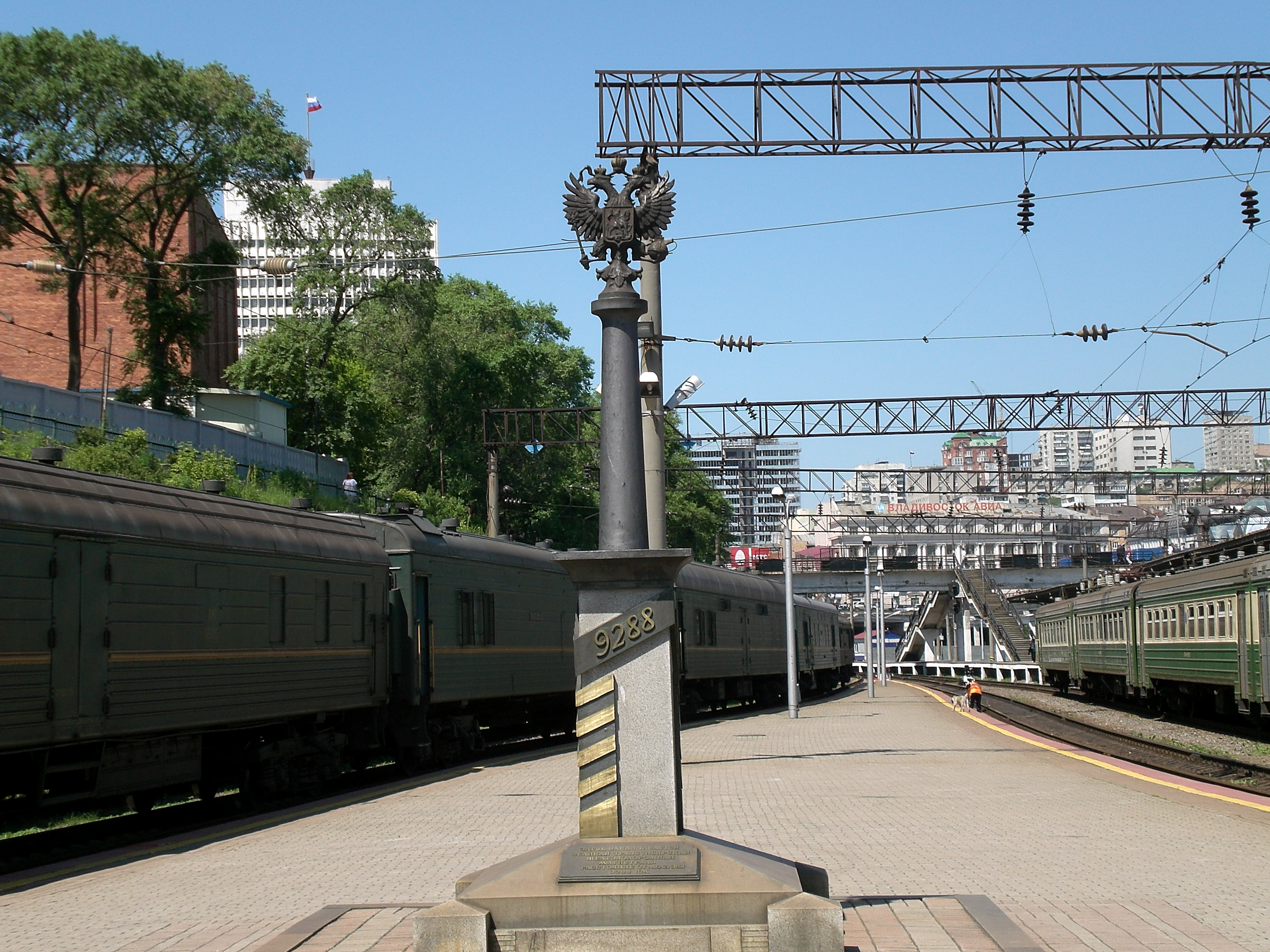
Point kilométrique 9288

La gare de Vladivostok est l'extrémité orientale du chemin de fer transsibérien. Elle possède le point kilométrique (pk) 9288, qui marque la fin du transsibérien, la distance entre Moscou et la ville. Une stèle y figure. Sur la plate-forme ferroviaire où se trouve le point kilométrique, on peut aussi trouver une ancienne locomotive à vapeur. La gare a été fondée en 1891, en même temps que le transsibérien, et fut ensuite rénovée, en 1912 par l'architecte Planson, à l'image de la gare de Iaroslavl, d'où partent les trains transsibériens,. Elle accueille plus de 20 millions de passagers par an, passagers de banlieues ou de longues distances confondues .

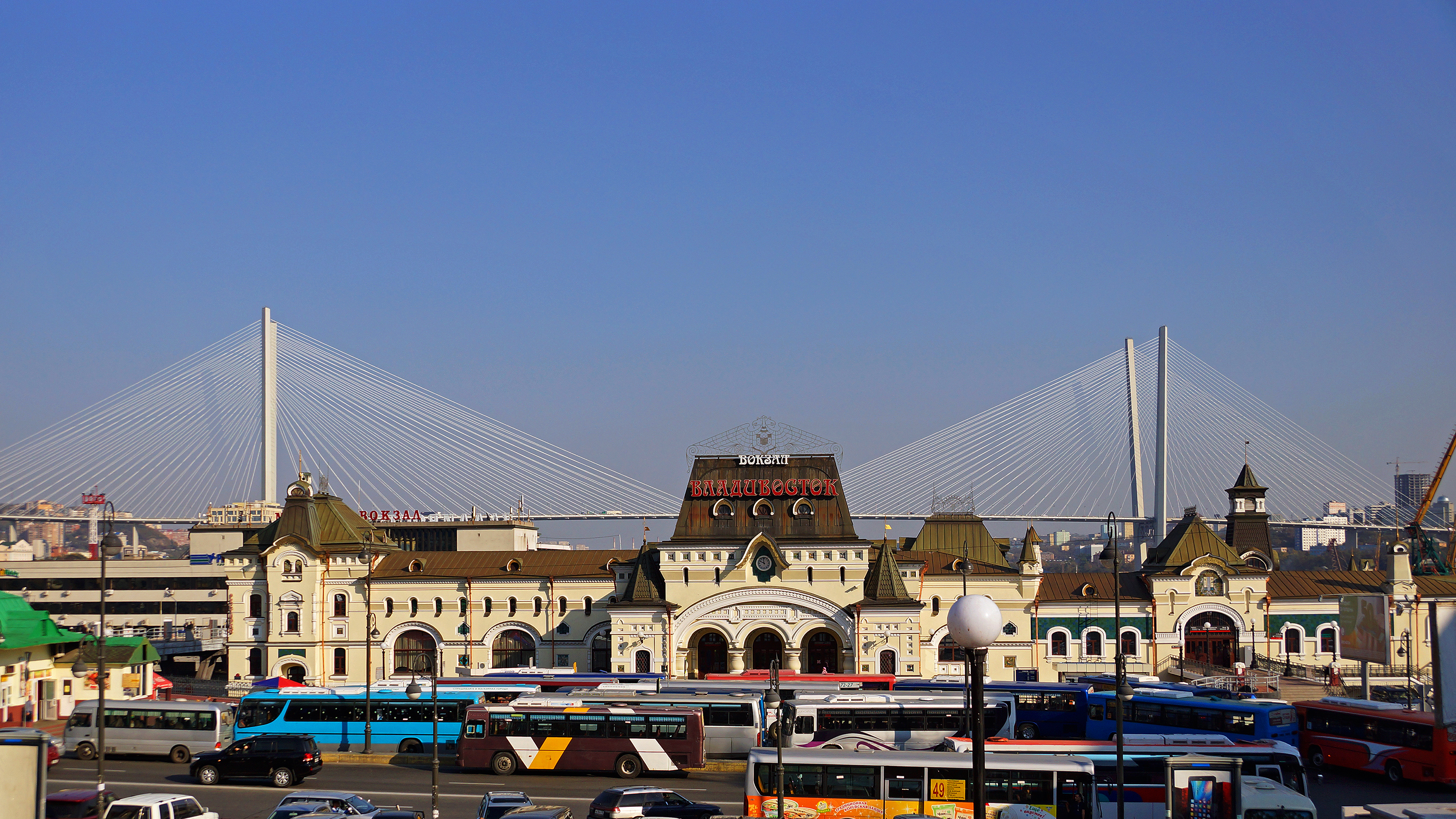
Gare de Vladivostok, avec le pont de la Corne d'Or en arrière-plan
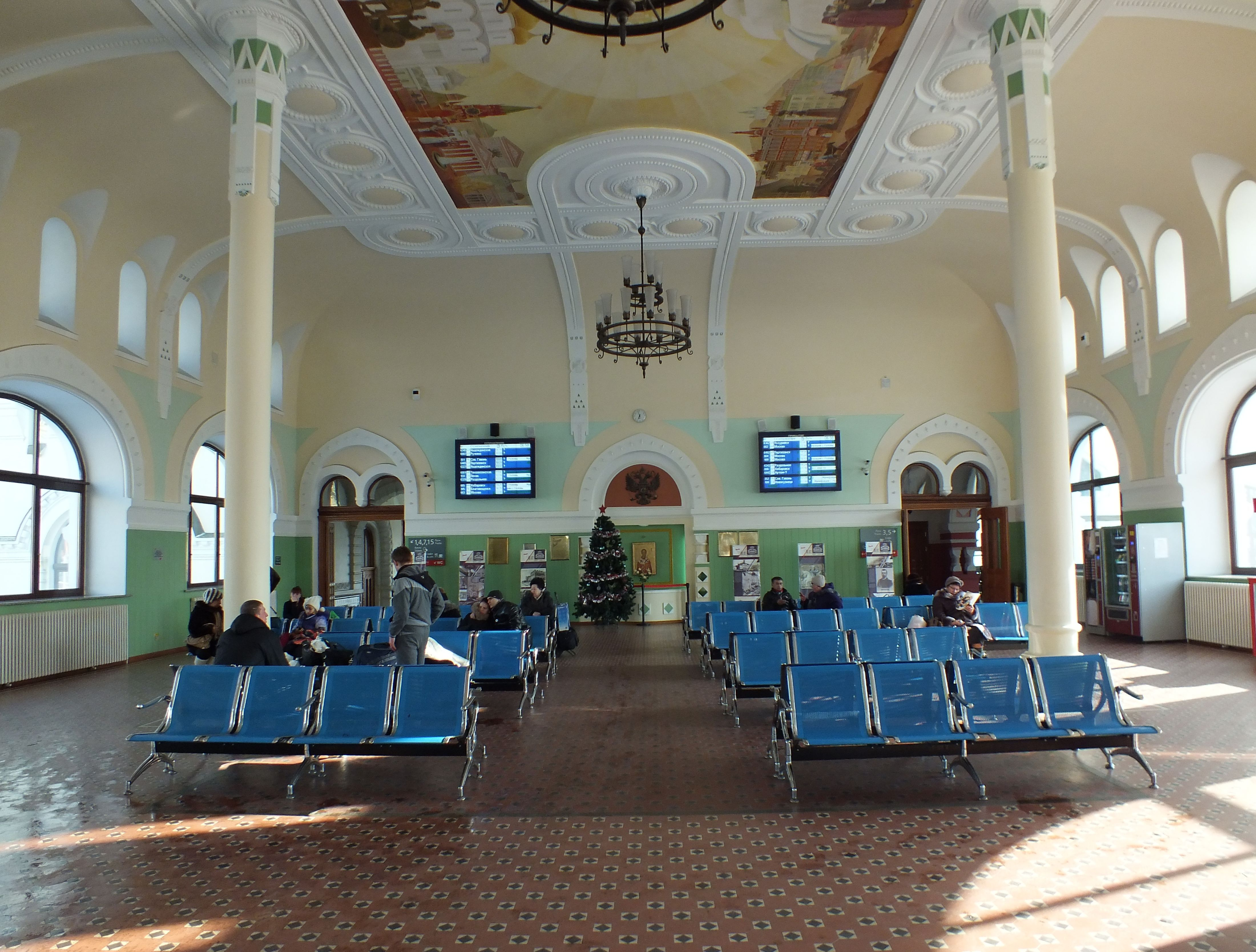
Salle d'attente
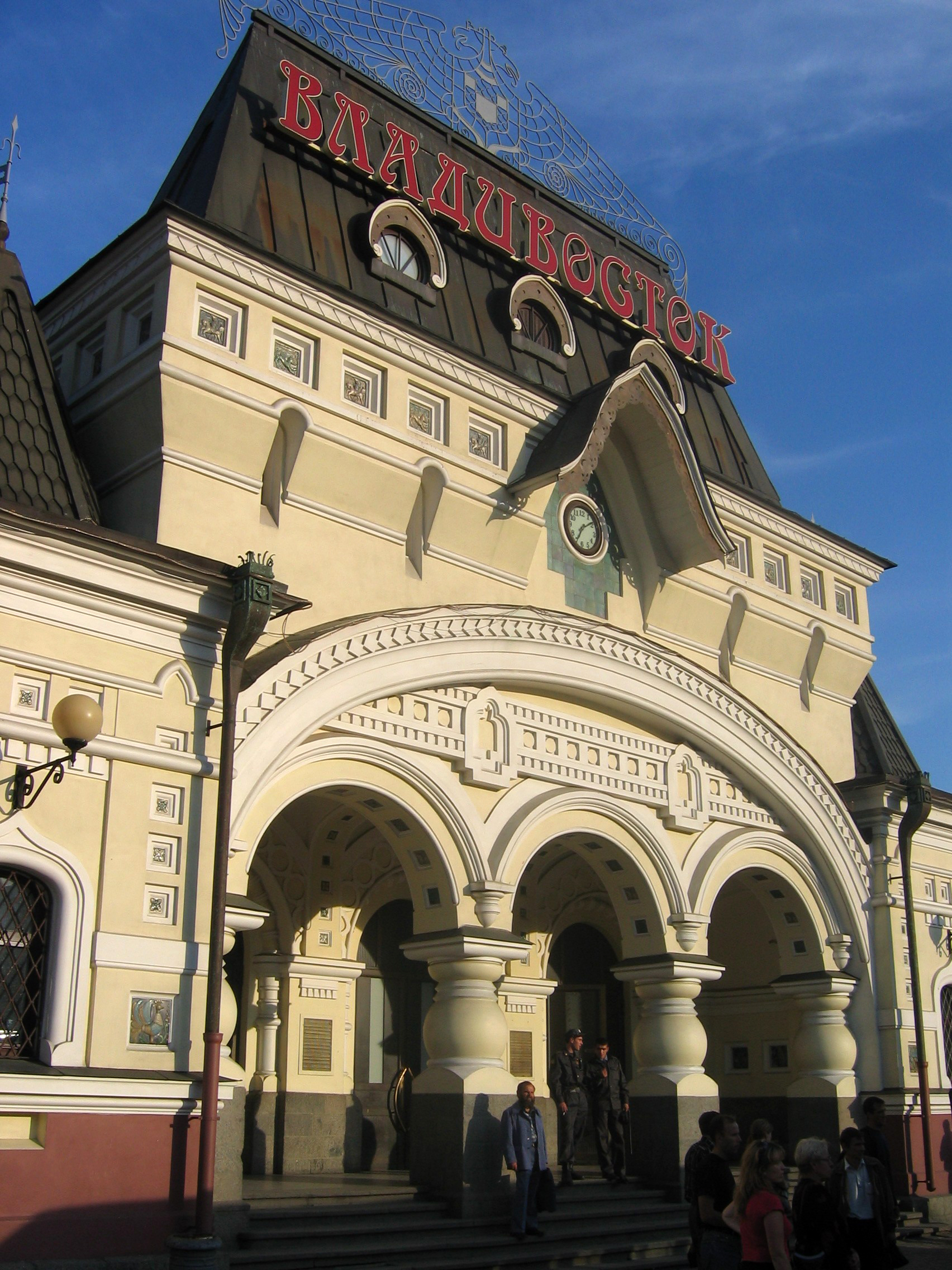
Entrée de la gare
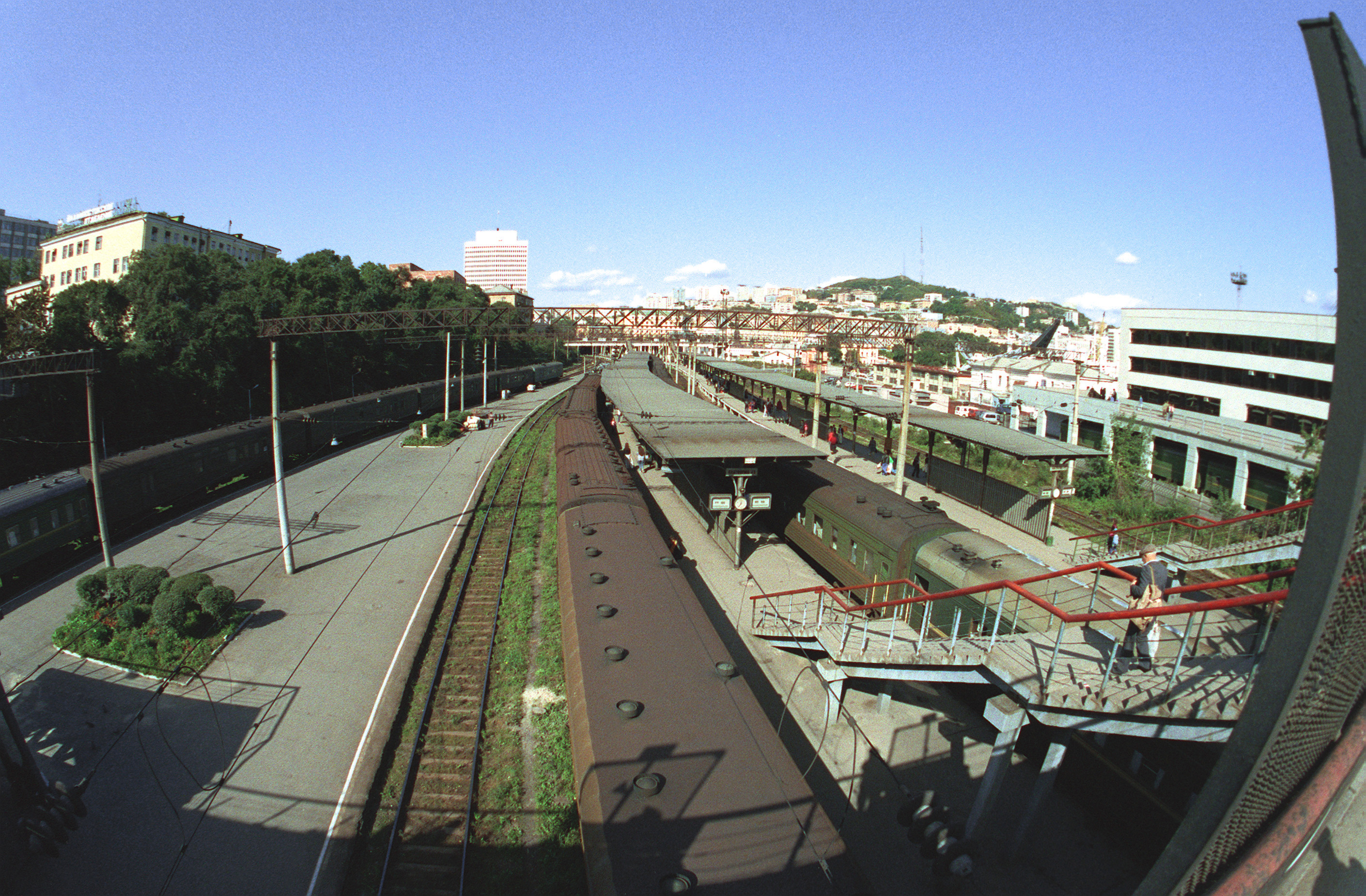
Quais de la gare
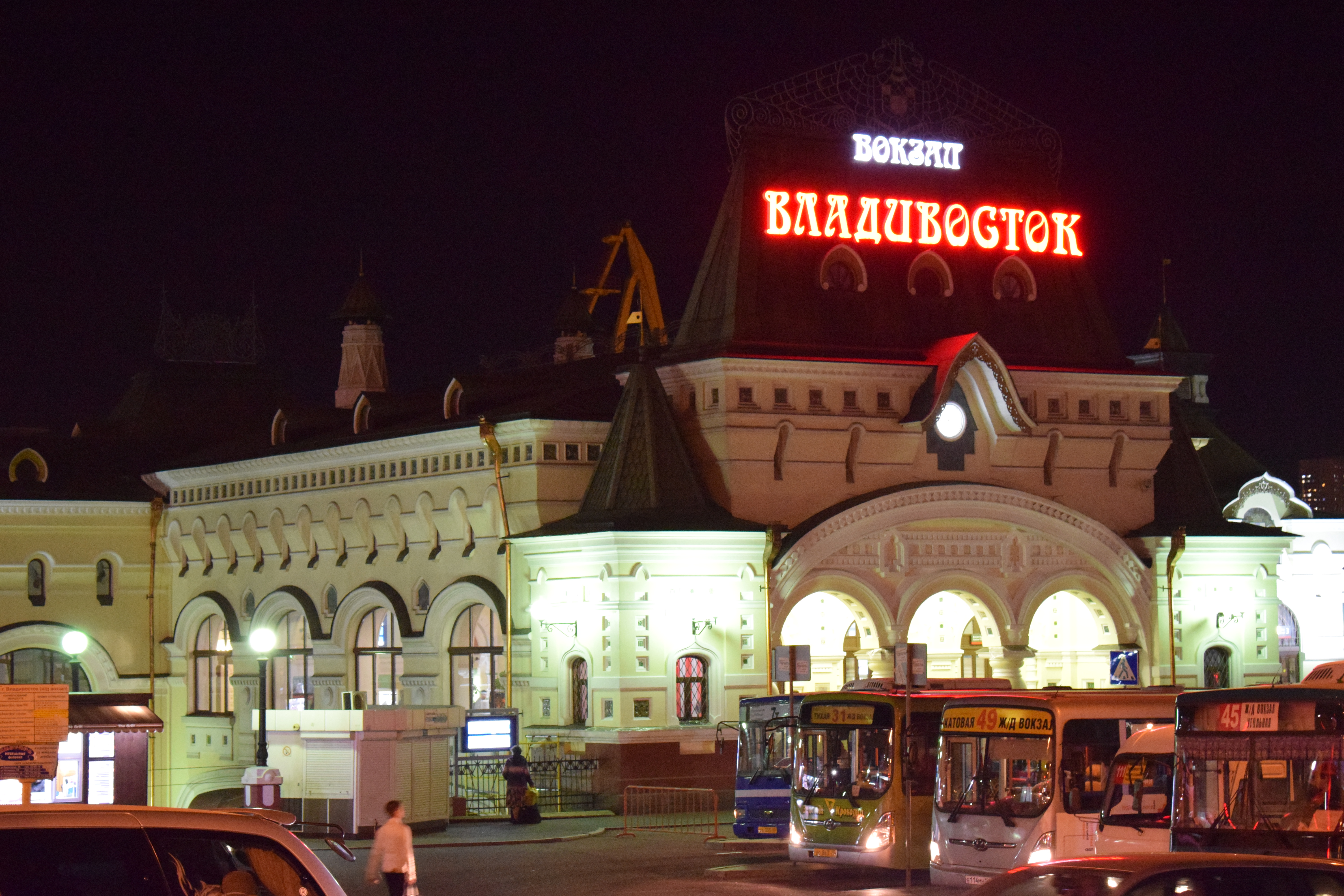
Gare de nuit avec des bus garés en premier plan sur le parking

##### Train interurbains / régionaux

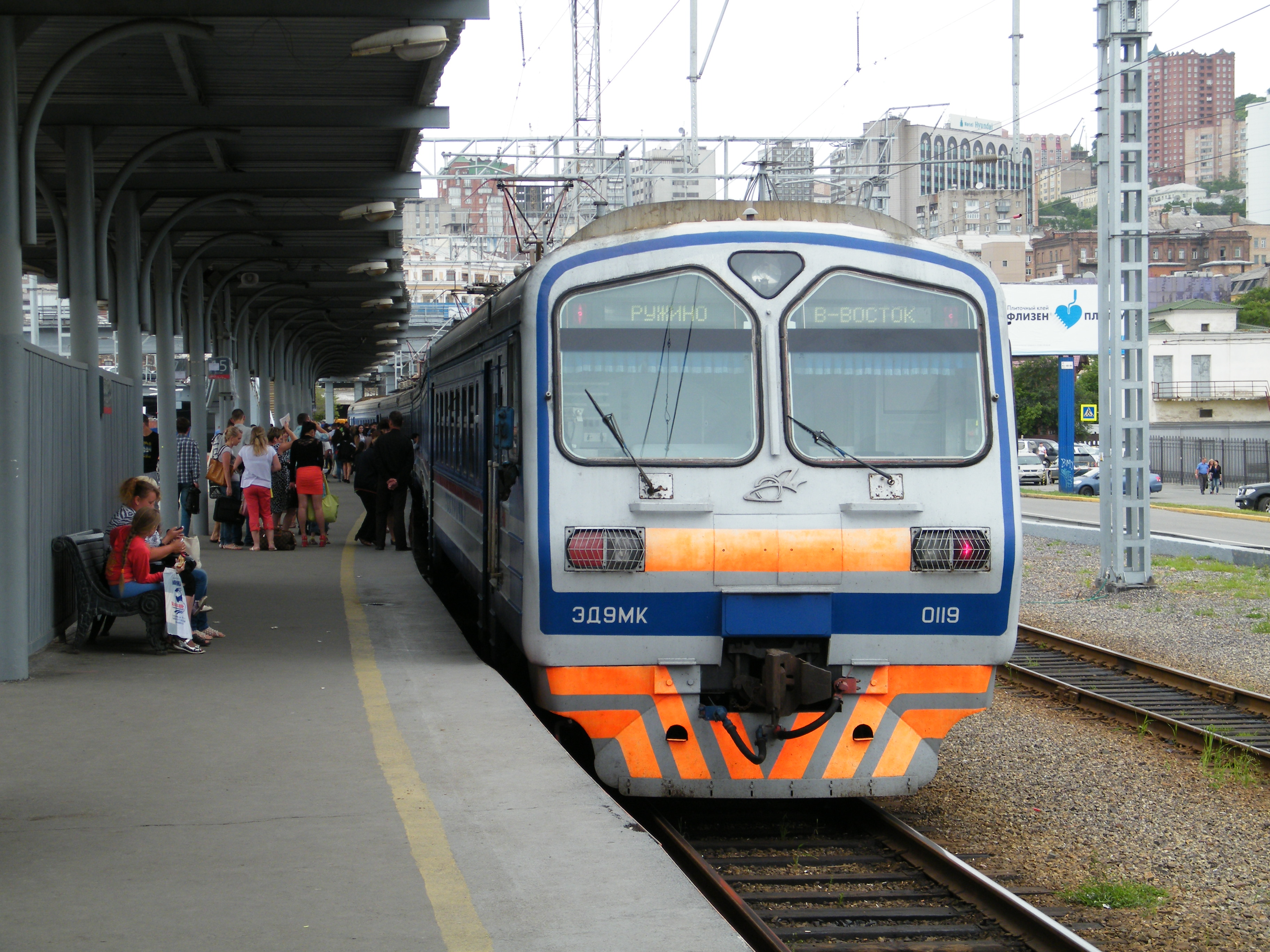
Train interurbain électrique

Vladivostok est relié à près de 40 villes ou villages du Kraï du Primorié avec les trains interurbains, dont les villes d'Oussouriisk, Lessozavodsk, Nakhodka, ou encore de Partizansk. Le train permet de se rendre à l'aéroport international de Vladivostok, ainsi qu'à la station Vtoraïa Retchka où se trouve la gare routière,.

#### Port
Le port de Vladivostok est le principal port russe de la côte pacifique, et il est l'extrémité orientale du chemin de fer transsibérien.
De l'embarcadère des ferries de Vladivostok à côté de la gare, un ferry (nommé Eastern Dream) de DBS Cruise Ferry faisait un trajet une fois par semaine de Vladivostok à Donghae, en Corée du Sud et de là à Sakaiminato sur l'île principale japonaise de Honshu en 25 heures en tout, avant que la ligne soit fermée,. Le port accueille aussi de grands paquebots faisant escale au port.

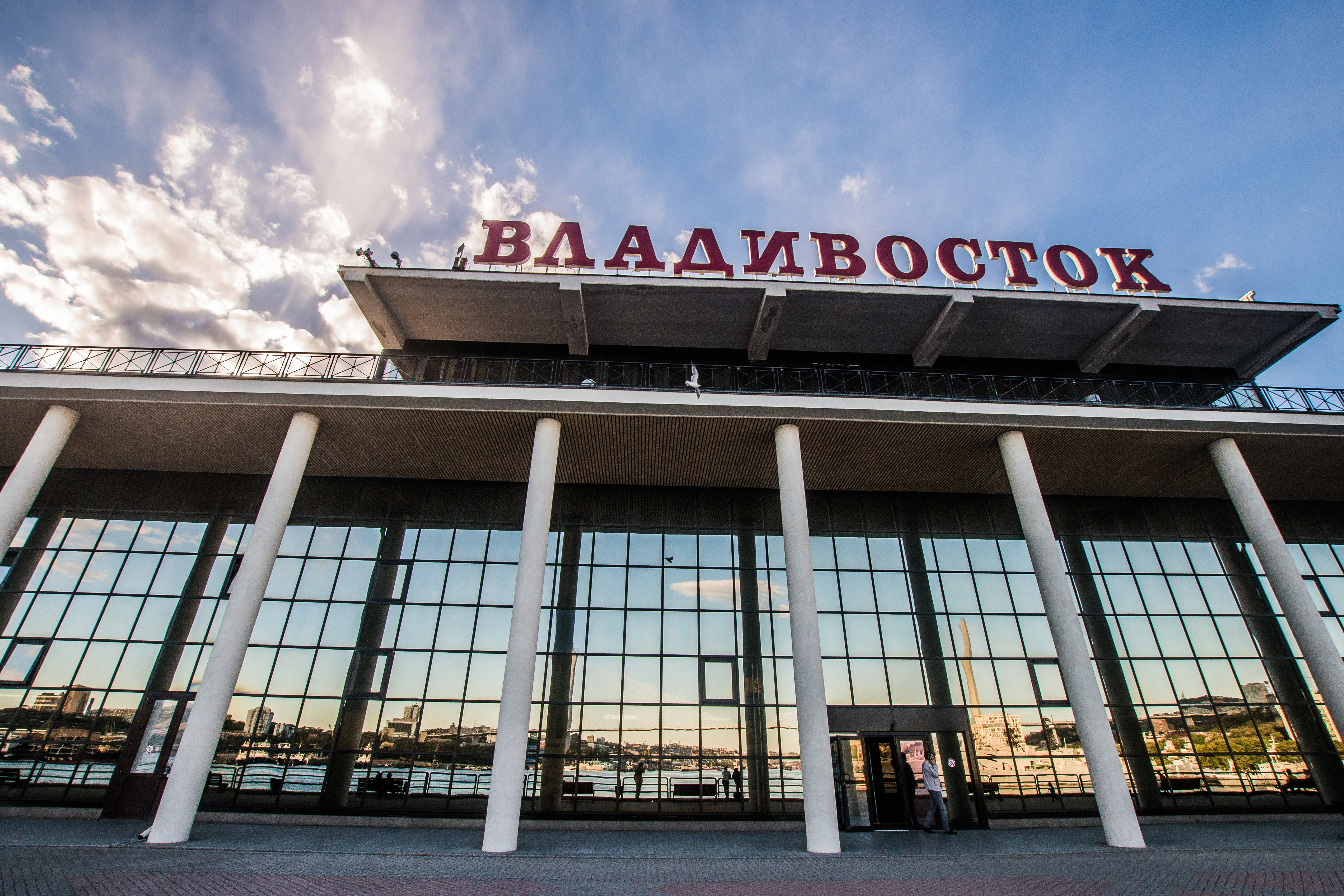
Gare maritime
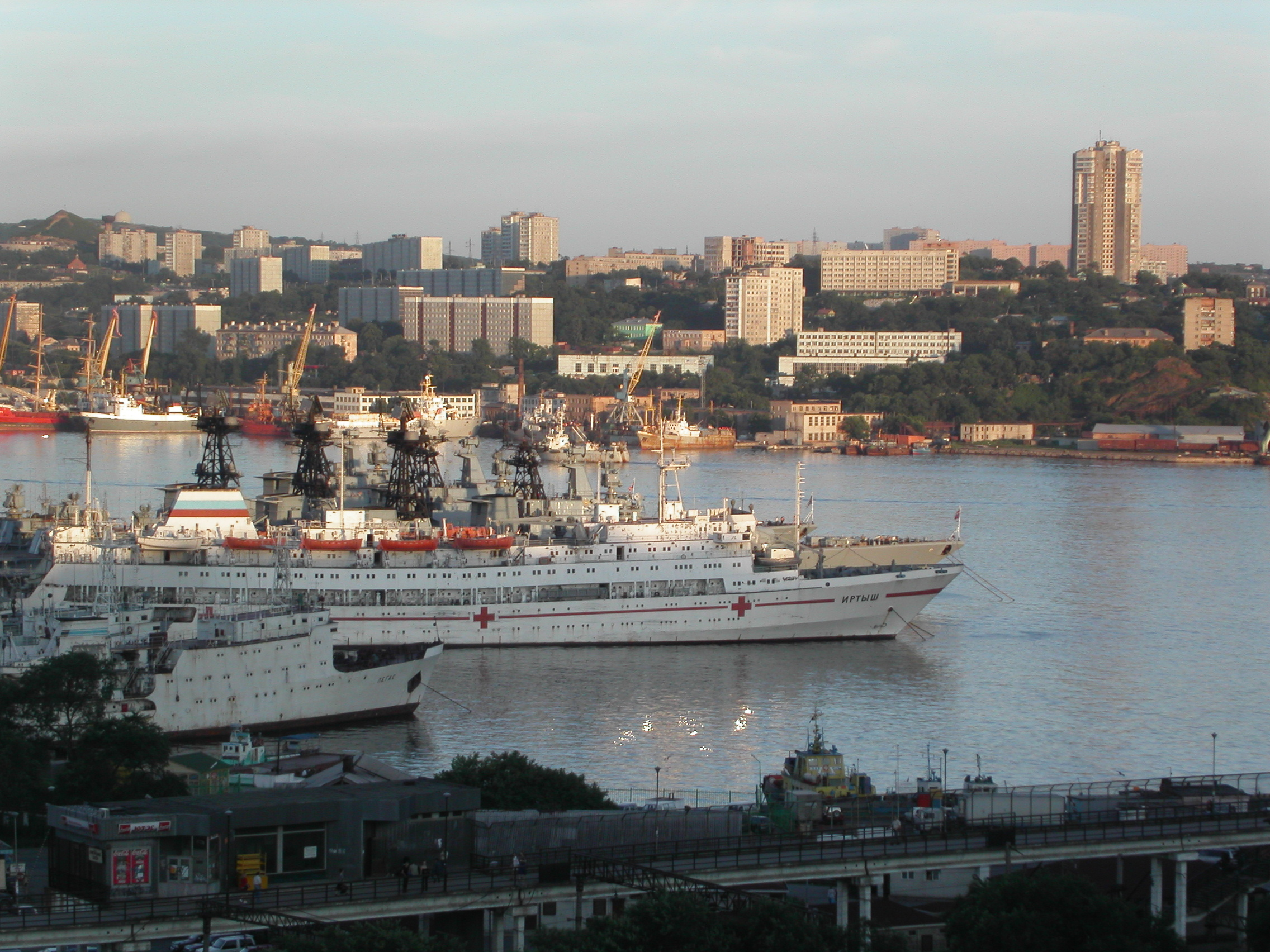
Port de Vladivostot

### Desserte aérienne

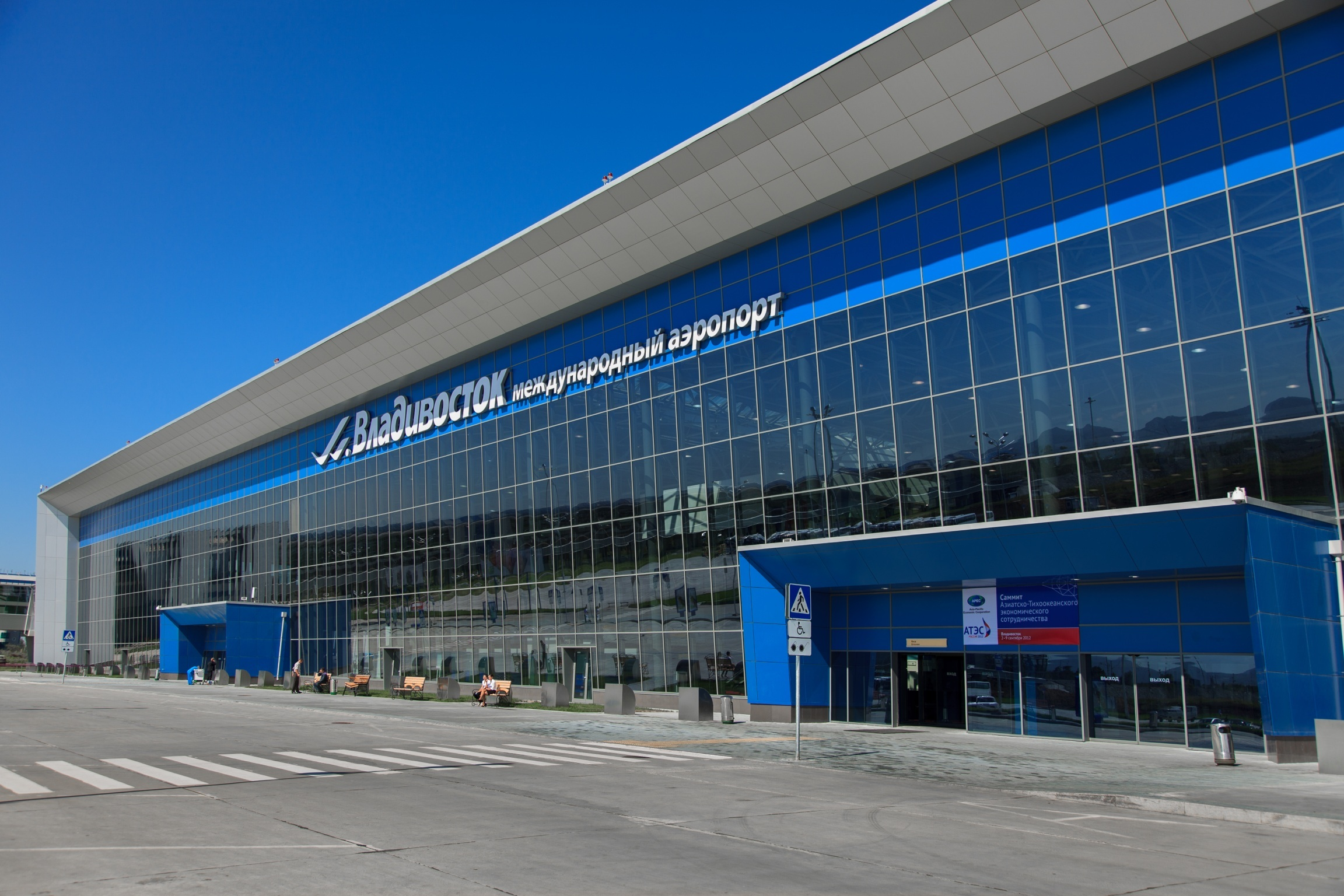
Nouveau terminal

L'aéroport est situé au nord de Vladivostok, à 44 kilomètres. Il est relié à la fois par la route et par le train. Il a été rénové pour le sommet de l'APEC, avec un nouveau terminal. il est l'un des premiers aéroports dans la région en termes de trafic de passagers .

## Culture locale et patrimoine

### Architecture

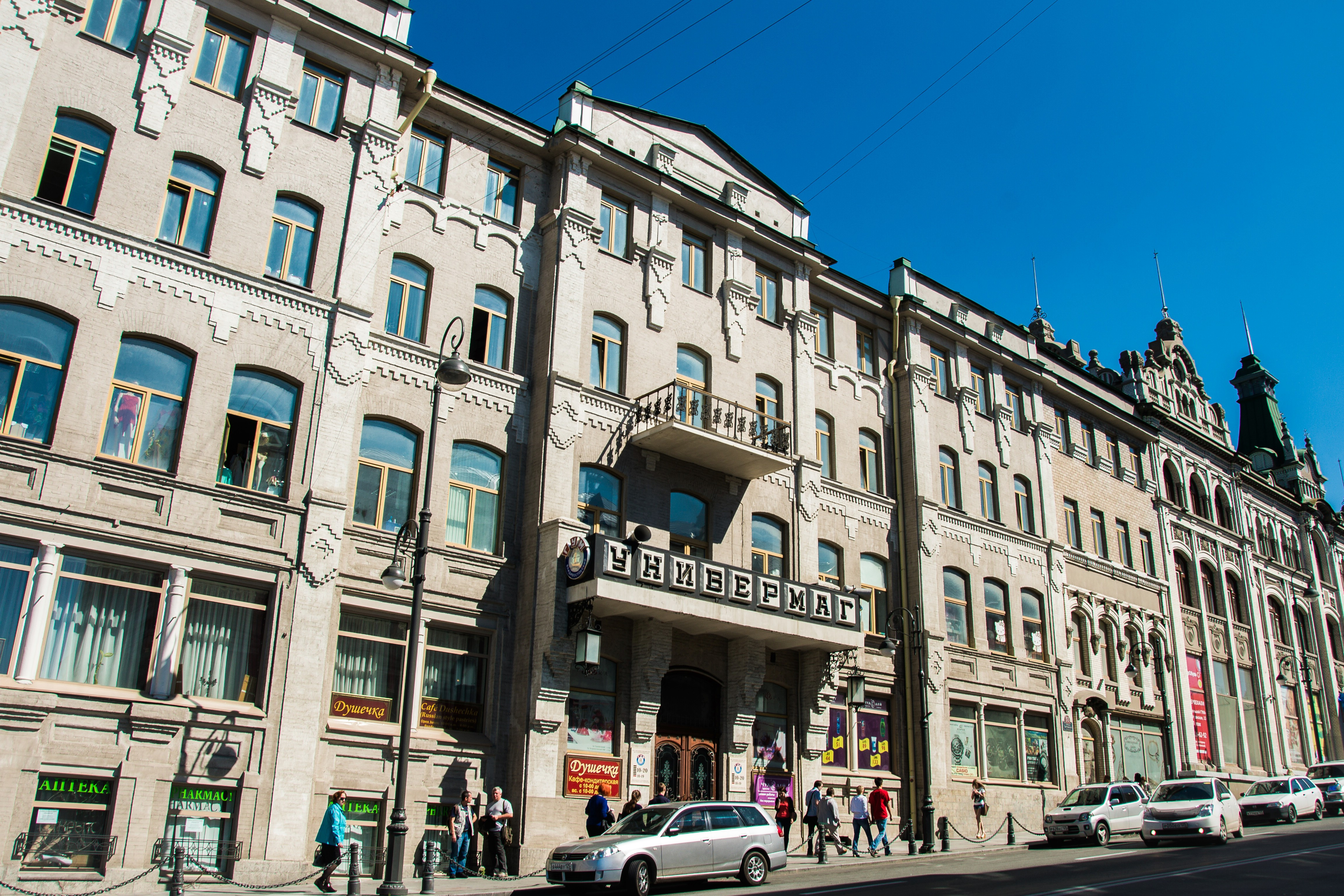
Grand magasin Kunst und Albers, 1907, Art nouveau.

L'architecture vladivostokienne est le résultat de sa fondation à la fin du XIXe siècle, lorsque nombre d'entrepreneurs étrangers se sont installés dans la ville, développant alors une ville aux styles architecturaux similaires à ceux d'Europe. Des architectes de Russie mais aussi de différentes parties d'Europe ont contribué au développement architectural de la ville. En conséquence parmi les bâtiments de Vladivostok se distinguent des représentants de jusqu'à 10 styles architecturaux. Les principaux styles sont considérés de la période impériale sont l'architecture en bois, l'éclectisme (variétés principales : style brique, gothique extrême-oriental, style néo-russe, classicisme extrême-oriental) et l'art nouveau (début du XXe siècle). À Vladivostok a aussi été mis en application la théorie de cité-jardin, notamment par le quartier de Sadgorod en périphérie.
Au cours de la période soviétique, le constructivisme russe a été le premier style à être développé à Vladivostok, dans les années 1920 et 1930. Il a été suivi par le monumentalisme soviétique des années 1930 aux années 1950, incarnés par des bâtiments grands et imposants dans la ville. La période d'après-guerre a été marquée par le modernisme socialiste , avec la construction à grandes échelles de bâtiments en plattenbau et de khrouchtchevka. Depuis la fin de la période soviétique, l'historicisme a commencé à prévaloir à Vladivostok, notamment au travers d'un renouveau pour le gothique. Cet historicisme est allé de pair avec un postmodernisme toujours plus prépondérant, avec des bâtiments toujours plus haut, alors que la période soviétique et son statut de ville fermée avait évitée la construction de gratte-ciels dans la ville,,.

### Théâtres

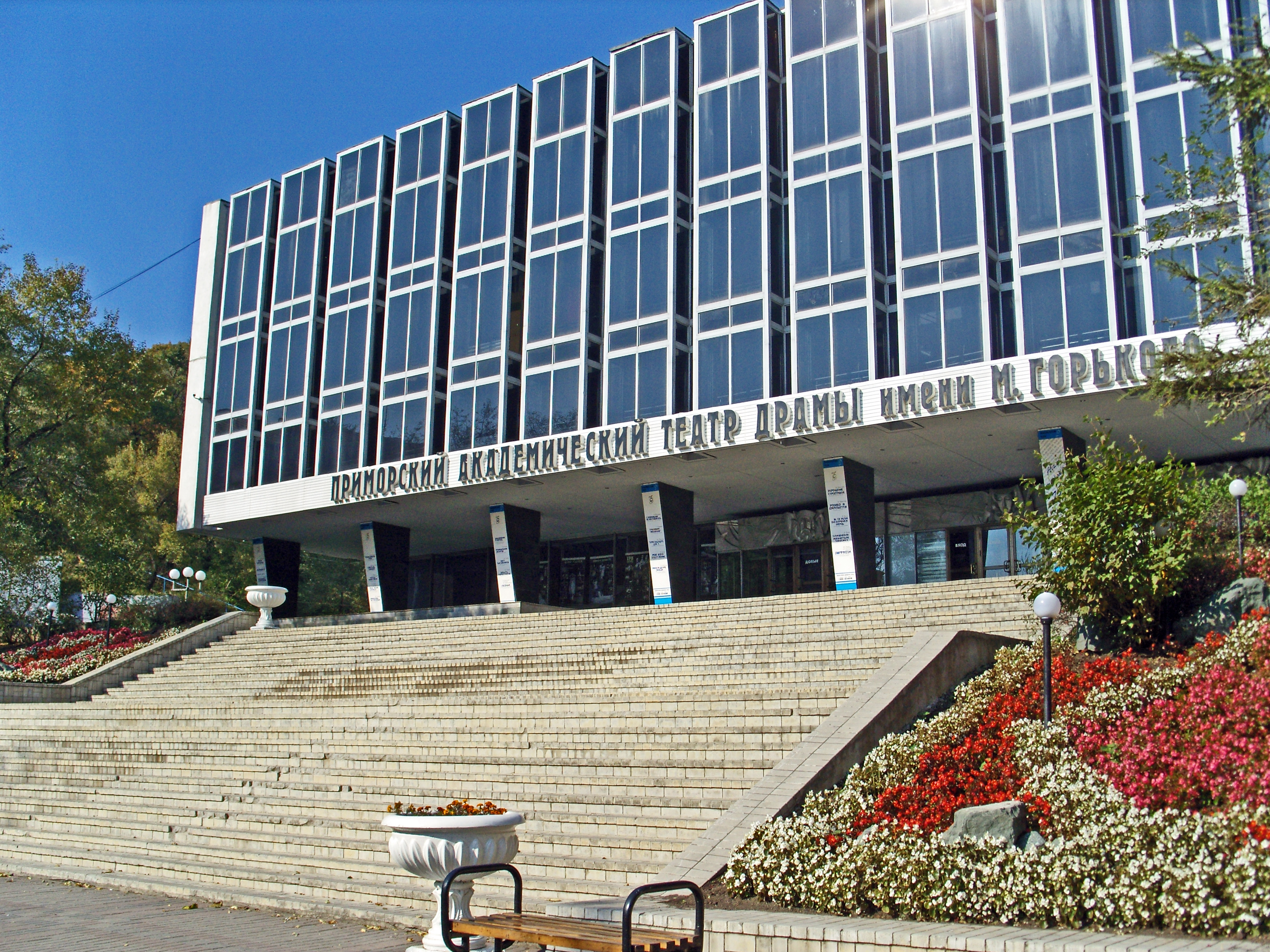
Le théâtre Maxime-Gorki.

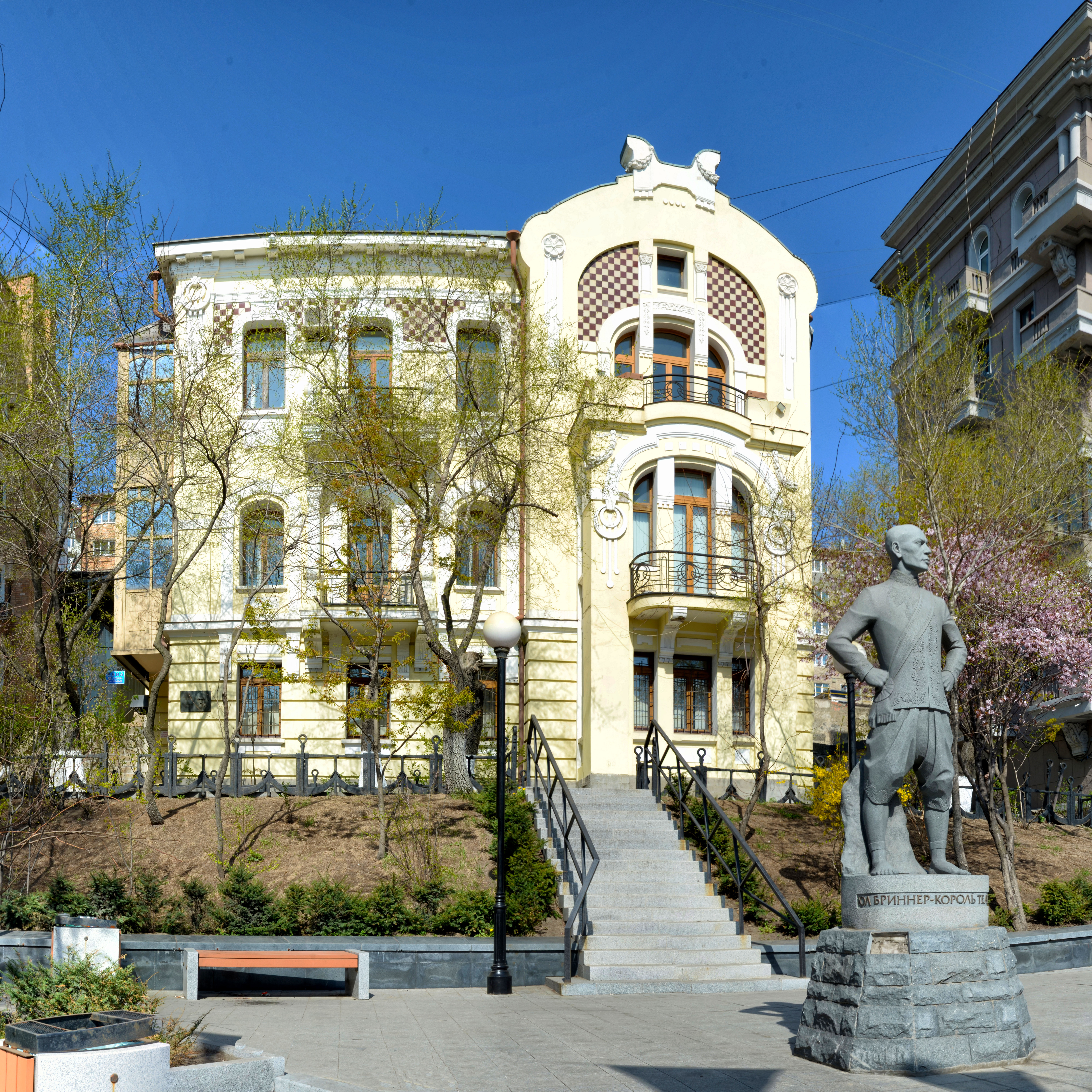
Manoir de Julius Bryner, devant lequel trône la statue de son petit-fils Juli (l'acteur Yul Brynner), rue Aleutskaya.

Il y a cinq théâtres professionnels dans la ville. En 2014, ils ont globalement accueilli 369 800 spectateurs.
Le théâtre académique Maxime-Gorki, nommé en l'honneur de l'auteur russe Maxime Gorki, a été ouvert le 3 novembre 1932 et est utilisé pour des représentations théâtrales, musicales ou pour du théâtre à destination des enfants. Le théâtre emploie 202 personnes, dont 41 acteurs, et parmi ceux-ci 3 artistes liés au folklore et 9 artistes « honorés de Russie ».
Le théâtre Pouchkine de Primorié a été construit en 1907-1908 et c'est l'un des principaux centres culturels de la ville.
Dans les années 1930 et 1940, ont été successivement ouverts le théâtre de la flotte du Pacifique, le théâtre régional de marionnettes de Primorié, le théâtre régional d'art dramatique de la jeunesse. Le théâtre de marionnettes a donné 484 représentations en 2015, auxquelles ont assisté 52 000 spectateurs ; le théâtre dispose de 500 marionnettes et emploie 15 artistes. La troupe fait régulièrement des tournées en Europe et en Asie.
En septembre 2012, une statue de granite de l'acteur Yul Brynner (1920-1985) a été érigée dans le parc qui porte son nom, juste devant la maison où il est né au 15, rue Aléoutskaïa.

### Musique, opéra et danse
La musique classique à Vladivostok est portée par la Société philharmonique régionale de Primorié, l'organisation de concerts la plus importante du kraï. Cette société a créé l'Orchestre symphonique du Pacifique et l'Orchestre des cuivres du gouverneur. En 2013, l'opéra de Primorié (théâtre consacré à l'opéra, au ballet et aux concerts) a été ouvert. Le 1er janvier 2016, ce théâtre a été transformé en un département du théâtre Mariinsky,.
La ville possède un orchestre de musique pop.
Le groupe de rock russe Mumiy Troll est originaire de Vladivostok et revient fréquemment y présenter des spectacles. En outre, la ville a hébergé, en septembre 2016, le festival international de musique VladiROCKstok (en). Accueilli par le maire et le gouverneur, le festival a été organisé par deux jeunes expatriés américains et a reçu près de dix mille visiteurs, des groupes de Saint-Pétersbourg (Aquarium et DDT) et de Seattle (The Supersuckers, Goodness (en)), ainsi que des groupes locaux.
De nos jours, il y a un autre festival à Vladivostok, le festival de musique rock international de Vladivostok : V-ROX ou « Vladivostok Rocks » ; il s'agit d'un festival sur trois jours en plein air, accompagné de conférences internationales sur l'industrie de la musique et la gestion culturelle contemporaine. Il offre la possibilité aux artistes débutants et aux producteurs de gagner en visibilité auprès d'un nouveau public et de professionnels éminents.

### Musées
Le musée d'État de l'histoire de l'Extrême-Orient Vladimir Arseniev, ouvert 1890, est le principal musée du kraï du Primorié. En complément de musée principal, il dispose de trois autres implantations dans Vladivostok, dont le mémorial Arseniev, et de cinq autres implantations dans l'État. Parmi les éléments de la collection du musée, on trouve la célèbre stèle du temple Yongning (en) du XVe siècle en provenance du bas Amour.

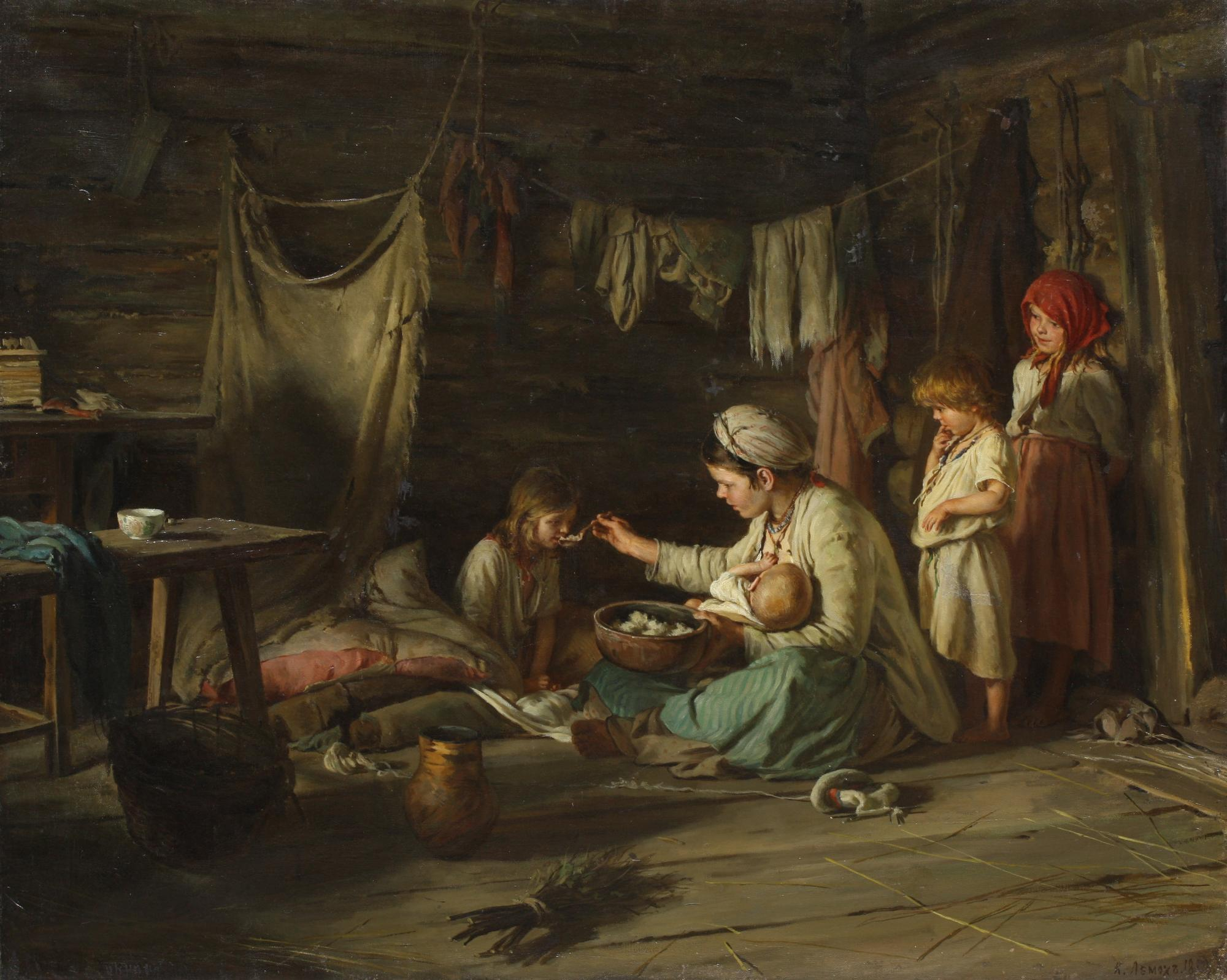
Recovering (1889) par Cyril Lemokh - Galerie d'État du Primorié

Le développement actif des galeries d'art à Vladivostok a commencé dans les années 1950. En 1960, la Maison des Artistes a été construite, dans laquelle se trouvaient des salles d'exposition. En 1965, la Galerie d'État du Primorié a été séparé en une institution distincte, et plus tard, sur la base de sa collection, la Children's Art Gallery a été créée. À l'époque soviétique, l'un des plus grands espaces d'exposition à Vladivostok était la salle d'exposition de la branche Primorienne de l'Union des artistes de la Russie soviétique. En 1989, la galerie d'art contemporain "Artetage" a été ouverte.
En 1995, la galerie d'art contemporain Arka est ouverte, dont la première exposition est composée de 100 tableaux offerts par le collectionneur Alexander Glezer. La galerie participe à des expositions et foires internationales. En 2005, une galerie privée non commerciale "Roytau" est apparue. Ces dernières années, les centres d'art contemporain "Salt" (créé sur la base du musée d'art FEFU) et "Zaria", ont été ouverts.

### Cinémas
En 2014, 21 cinémas fonctionnaient à Vladivostok et le nombre total de projections de films était de 1 501 000.
La plupart des cinémas de la ville - Ocean, Galaktika, Moscow (anciennement appelé New Wave Cinema), Neptune 3D (anciennement appelé Neptune et Borodino), Illusion, Vladivostok - sont des cinémas rénovés ces dernières années et construits pendant les années soviétiques. Parmi eux se distingue "Ocean" avec le plus grand écran (22 mètres sur 10) de l'Extrême-Orient du pays, situé au centre de la ville dans le quartier de Sports Harbour. Avec le cinéma « Oussouri », c'est le lieu du festival international annuel du film "Pacific Meridian" (depuis 2002). Depuis octobre 2014 la salle IMAX 3D est en opération dans le cinéma Ocean.

### Monuments

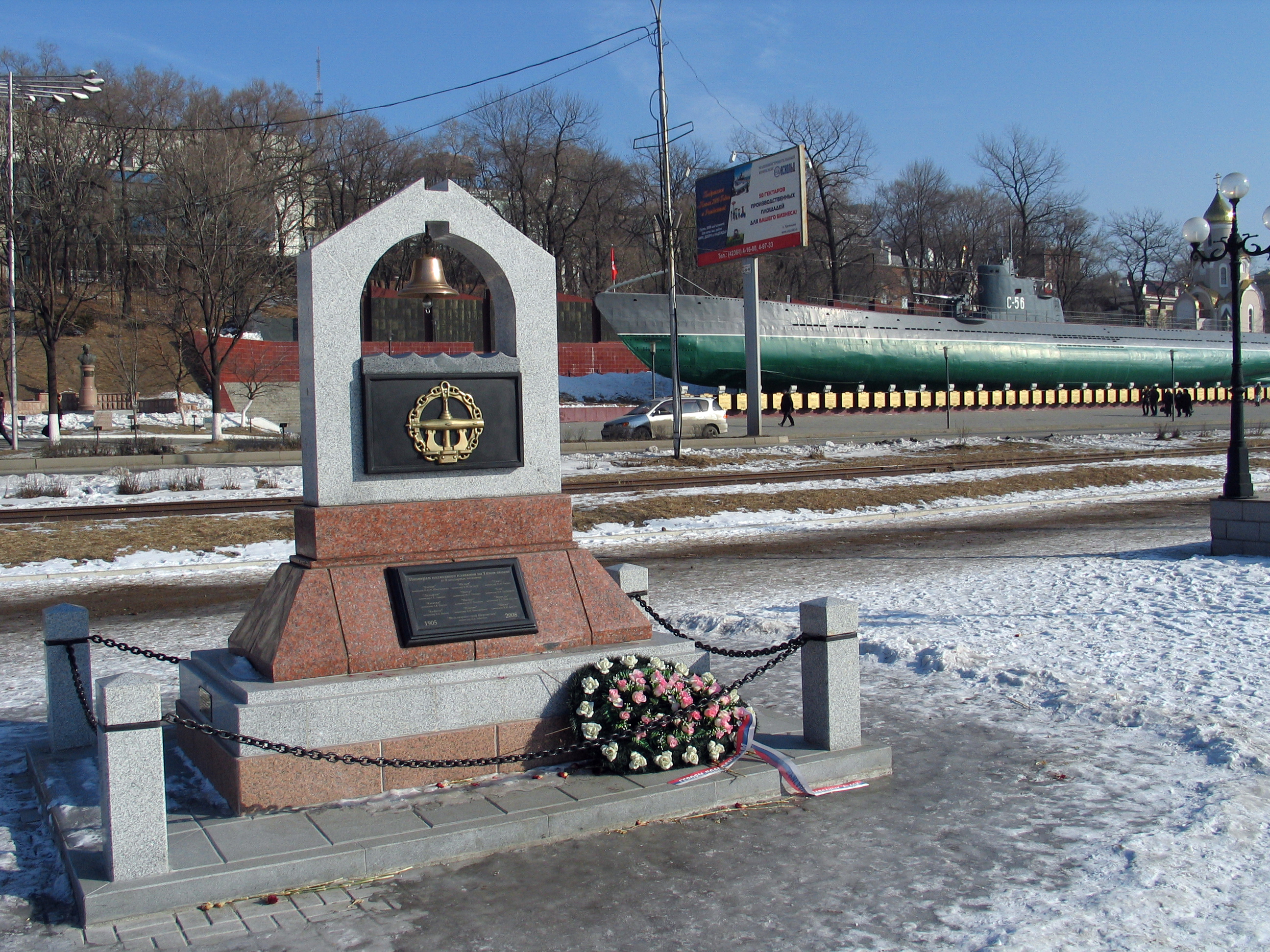
le S-56 classé objet patrimonial culturel en Russie et le mémorial à la Flotte du pacifique classé objet patrimonial culturel en Russie.

Un sous-marin a été aménagé en musée que l'on peut visiter. On y voit la salle de commandement avec le périscope, ainsi que les couchettes de marins par exemple. Il y a aussi l'arc de triomphe de Nicolas, construit en 1891, détruit en 1930 par les soviétiques et reconstruit en 2003.

#### Fortifications

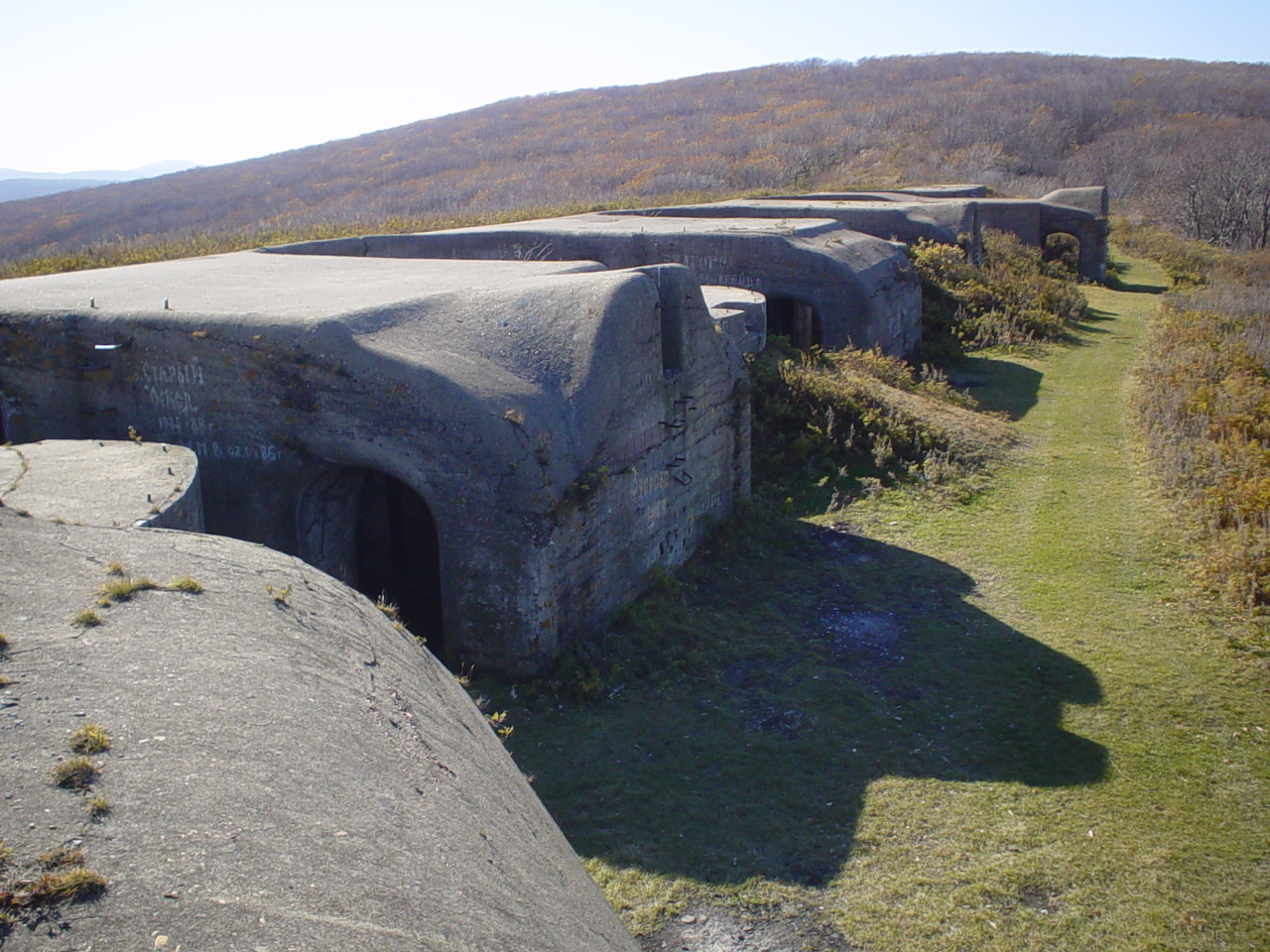
Batterie Novossiltsevskaïa

Vladivostok ayant été fondé peu après l'annexion du Primorié, la ville fut dotée dès 1889 de fortifications défensives afin de la protéger d'attaques ennemies. Aujourd'hui, elle reste encore visible et est classée comme objet patrimonial culturel d'importance fédérale depuis 1960. Grâce à sa récence, ayant été construite et agrandie entre 1889 et 1918, elle est l'une des plus puissantes du monde, dotées des dernières technologies de l'époque. Lorsqu'en 1904 le siège de Port-Arthur voit la victoire des Japonais qui percent le siège pendant la guerre russo-japonaise, Vladivostok a pris en compte toutes les lacunes ayant mené à la chute du siège pour ne pas les reproduire.
Elle est dotée d'une cinquantaine de batteries le long des différentes côtes de la péninsule de Vladivostok, seize forts, des dizaines de caponnières et semi-caponnières ainsi que de nombreuses plus petites places fortes. De nombreux tunnels ont été creusés et l'électricité y fut installée. Mais les fortifications n'auront jamais vu de conflits, même si suivant la bataille du lac Khassan en 1939 face aux Japonais, elle fut transformée en l'un des forts les plus puissants de toute l'Union soviétique. Depuis 2019, un musée réserve d'importance fédérale a été créé sur les lieux.

### Religion

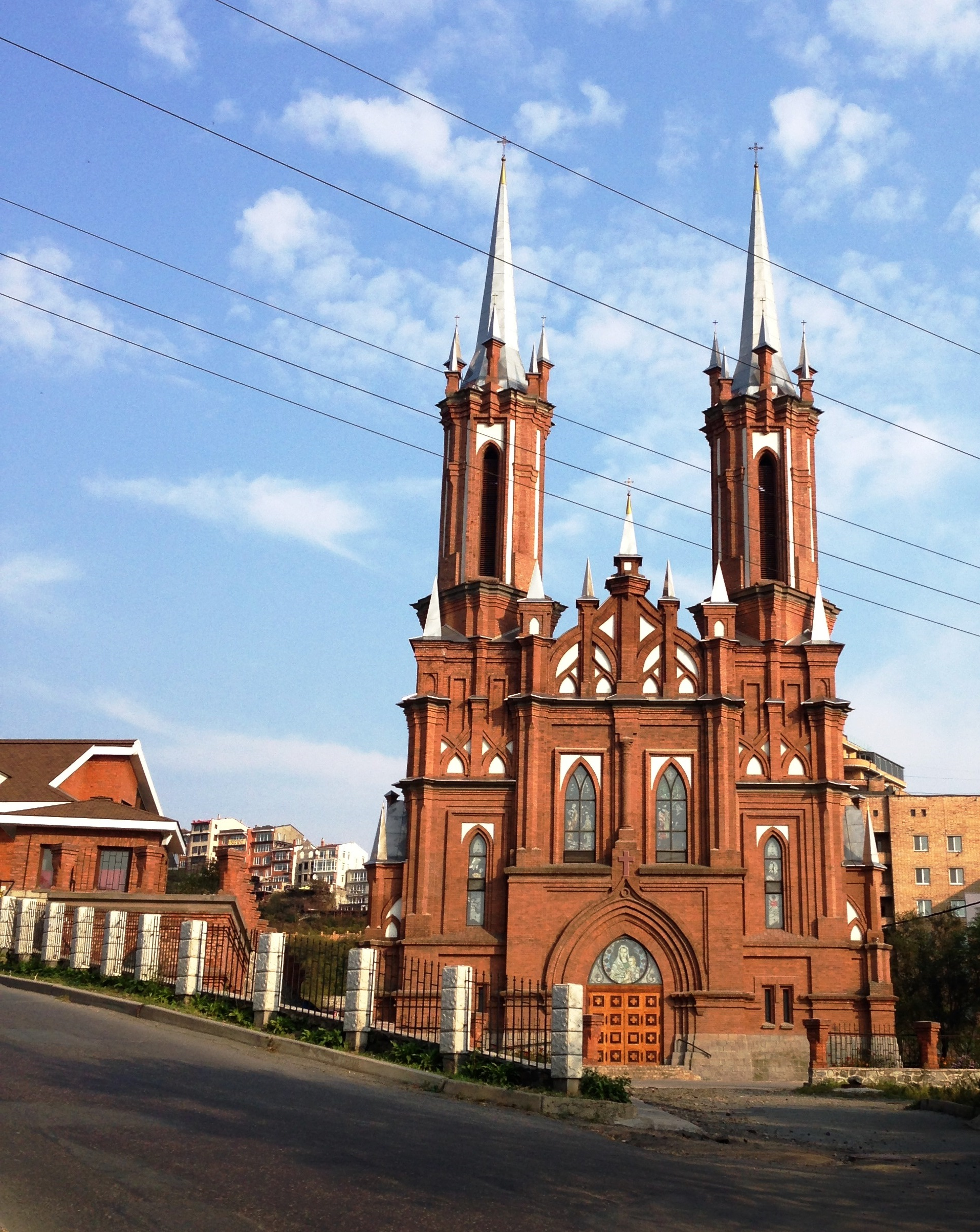
Vue de l'église catholique de Vladivostok.

La majorité de la population à Vladivostok est de confession orthodoxe et se réunit dans plus d'une vingtaine de lieux de culte dont la nouvelle cathédrale de la Transfiguration, la collégiale Saint-Nicolas, et des dizaines d'églises. Il existe aussi un monastère masculin, le monastère Saint-Séraphime. Les catholiques ont à leur disposition l'église de la Mère-de-Dieu construite en style néogothique au début du XXe siècle. L'Église russe en exil (non canonique) dispose de deux paroisses, les Vieux-Croyants d'une église, de même que les Arméniens orthodoxes.
Le protestantisme s'est particulièrement développé depuis la dislocation de l'URSS : en plus de la branche luthérienne (présente avant la révolution de 1917, elle dispose de l'église Saint-Paul, construite en 1907-1909), de nouvelles dénominations protestantes, pour la plupart d'origine américaine et financées majoritairement par les États-Unis, se sont installées dans l'Extrême-Orient russe et particulièrement à Vladivostok. Ce sont les évangéliques, les méthodistes, les baptistes (en forte progression), les presbytériens (avec six temples), trois temples pentecôtistes, et diverses sectes comme les adventistes-du-septième-jour, les mormons, les témoins de Jéhovah, etc. Tous possèdent plusieurs maisons de prière.
La religion musulmane est aussi présente à Vladivostok avec une mosquée.

## Personnalités liées à la ville
- Henri Rieunier (1833-1918) : amiral ministre député français.
- Vladimir Arseniev (1872-1930) : explorateur militaire.
- Joseph Mielvak (1889-1962) : responsable au NKVD.
- Igor Tamm (1895-1971) : physicien nucléaire.
- Venedikt Mart (1896-1937) : poète futuriste et traducteur.
- Mary Losseff (1907-1972) : chanteuse et actrice britannique.
- Reginald Bretnor (1911-1992) : écrivain américain de science-fiction.
- Igor Ansoff (1918-2002) : universitaire américain.
- Yul Brynner (1920-1985) : acteur américain.
- Youri Choumitski (1943-), journaliste et aventurier, né à Vladivostok.
- Eugene Kozlovsky (en) (né en 1946) : écrivain et journaliste.
- Boris Gryzlov (né en 1950) : homme politique.
- Igor Kunitsyn (né en 1981) : joueur de tennis.
- Taras Burlak (né en 1990) : footballeur international russe.
- Feliks Gromov (en) : amiral.
- Elmar Lohk : architecte estonien.
- Alexey Volkonsky (en) : canoéiste.
- Victor Dmitrievitch Zotov (en) : botaniste néo-zélandais.
- Les membres du groupe de rock Mumiy Troll.

## Jumelages et partenariats
Le 1er juillet 2010, la ville de Vladivostok a ouvert un parc des villes sœurs, où se trouve 11 arches, chacune pour une ville à laquelle Vladivostok est jumelée.

### Jumelages[119]
| Ville | Ville                                    | Pays | Pays                  | Période                     |
| ----- | ---------------------------------------- | ---- | --------------------- | --------------------------- |
|       | Akita,                                   |      | Japon                 | depuis le 29 juin 1992      |
|       | Brest                                    |      | Biélorussie           | depuis le 26 juillet 2025   |
|       | Dalian,                                  |      | Chine                 | depuis le 10 septembre 1992 |
|       | Hakodate,                                |      | Japon                 | depuis le 28 juillet 1992   |
|       | Harbin,                                  |      | Chine                 | depuis le 15 juin 2017      |
|       | Haïphong                                 |      | Viêt Nam              | depuis 1971                 |
|       | Hô Chi Minh-Ville,                       |      | Viêt Nam              | depuis le 21 mai 2009       |
|       | Incheon,                                 |      | Corée du Sud          | depuis le 30 juin 2012      |
|       | Juneau,                                  |      | États-Unis            | depuis le 21 février 1992   |
|       | Kota Kinabalu,                           |      | Malaisie              | depuis le 15 mars 2010      |
|       | Makati                                   |      | Philippines           |                             |
|       | Manta,                                   |      | Équateur              | depuis le 29 octobre 2009   |
|       | Niigata,                                 |      | Japon                 | depuis le 28 février 1991   |
|       | Pohang,                                  |      | Corée du Sud          | depuis le 9 novembre 2018   |
|       | préfecture autonome coréenne de Yanbian, |      | Chine                 | depuis le 18 mai 2011       |
|       | Pusan,                                   |      | Corée du Sud          | depuis le 30 juin 1992      |
|       | San Diego,                               |      | États-Unis            | depuis le 10 septembre 1991 |
|       | San Francisco                            |      | États-Unis            |                             |
|       | Shanghai                                 |      | Chine                 |                             |
|       | Tacoma,                                  |      | États-Unis            | depuis le 25 février 1992   |
|       | Tskhinvali,                              |      | Ossétie du Sud-Alanie | depuis le 12 mai 2021       |
|       | Vladikavkaz,                             |      | Russie                | depuis le 27 novembre 2009  |
|       | Wonsan,                                  |      | Corée du Nord         | depuis le 19 octobre 2009   |

### Accords d'amitié et de coopération[119]
- Shanghai (Chine) (depuis le 27 avril 1993)
- Yantai (Chine) (depuis le 29 juillet 1994)
- Préfecture autonome coréenne de Yanbian (Chine) (depuis le 9 août 2002)
- Changchun (Chine) (depuis le 27 septembre 2003)
- Hô Chi Minh-Ville (Vietnam) (depuis le 21 mai 2009)
- Donghae (Corée du Sud) et  Sakaiminato (Japon) (depuis le 6 octobre 2009)[b].
- Tottori (Japon) (depuis le 23 août 2010)
- Pohang (Corée du Sud) (depuis le 13 mai 2015)
- District de Geochang (Corée du Sud) (depuis le 15 juillet 2015)
- Sébastopol (Russie) (depuis le 9 décembre 2015)